# Collégiale Notre-Dame de Mantes-la-Jolie
Pour les articles homonymes, voir Collégiale Notre-Dame et Notre-Dame.
La collégiale Notre-Dame de Mantes-la-Jolie est une ancienne collégiale des XIIe et XIIIe siècles située à Mantes-la-Jolie (Yvelines, France) en bord de Seine. Elle fut classée Monument historique en 1840.
Cette église rappelle la cathédrale Notre-Dame de Paris par le style et par son élévation sur trois niveaux. La collégiale Notre-Dame se compose, au-delà du massif de façade, d’une nef de sept travées voûtées d’ogives sexpartites flanqués de collatéraux voûtés d’ogives quadripartites. Le haut vaisseau est à trois niveaux : grandes arcades en arcs brisés reposant sur une alternance de piles faibles et piles fortes, tribunes voûtées d’ogives quadripartites et en berceaux brisés transversaux, et enfin fenêtres hautes en arc brisé. Le chevet, qui vient compléter la composition, n’était originellement ceint d’aucune chapelle. Les chapelles rayonnantes, ainsi que celles des bas-côtés sont des adjonctions des XIIIe et XIVe siècles. La façade occidentale est percée de trois grands portails sculptés surmontés d'une rose, que viennent couronner deux tours dont l'aspect a été profondément modifié par les restaurations du XIXe siècle. Cette disposition s'inspire du modèle de la cathédrale de Laon. Le portail central, dédié à la Vierge Marie, a été fortement endommagé pendant la Révolution.

## Histoire

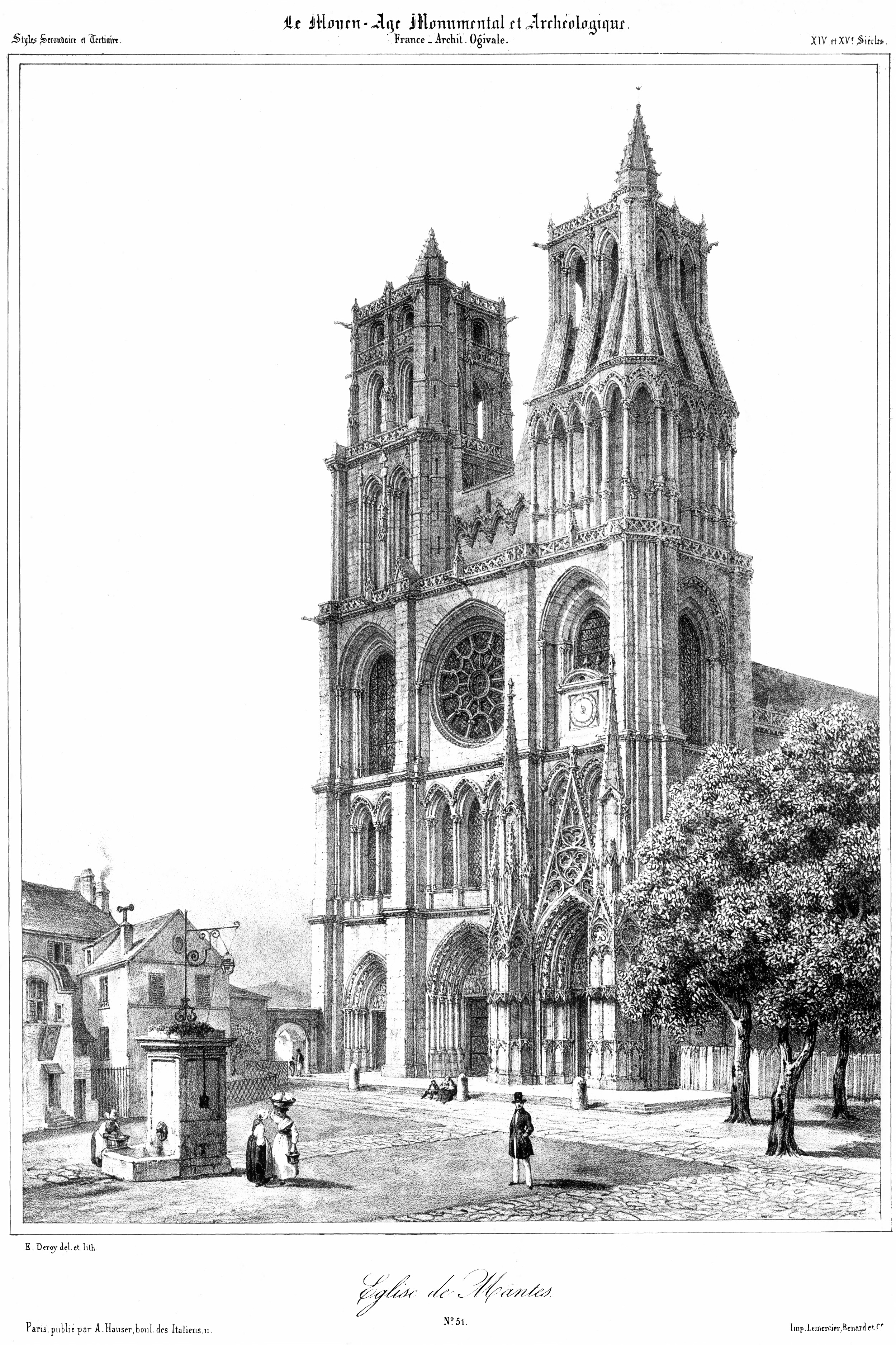
Notre-Dame vers 1840, avant les campagnes de restauration.

La collégiale se trouvait autrefois au diocèse de Chartres, province ecclésiastique de Sens, dans l'archidiaconé du Pincerais.
Les dernières recherches,, ont mis en évidence une construction probablement commencée vers 1150. Elle aurait connu trois campagnes de construction.
La première campagne concerne l'élévation d'une plateforme au nord pour pallier la déclivité du terrain, l'élévation du niveau inférieur de la façade occidentale et de ses portails, et la construction des murs latéraux d'ouest en est auxquelles s'ajoute le voûtement des bas-côtés et du rond-point.
La deuxième campagne concerne l'élévation des murs gouttereaux des tribunes jusqu'à la travée des tours, puis l'élévation des arcades ouvrant sur la nef, suivies par leur voûtement en berceaux brisés transversaux. Les voûtes d'ogives, si l'on omet les deux premières travées qui sont de la première et de la seconde moitié du XIIIe siècle, appartiennent au XIVe siècle. Les arcs-boutants auraient été élevés en même temps que cette deuxième campagne, soit au XIIe siècle. Enfin, le niveau des fenêtres hautes aurait été élevé jusqu'à la quatrième travée, seules les quatre travées orientales auraient été montées dans le dernier quart du XIIe siècle.
La construction de la tour sud aurait été entamée vers 1240, tandis que la tour nord aurait été terminée vers 1266, date à laquelle elle reçoit les cloches. L'étage supérieur de la tour nord a été reconstruit de 1492 à 1508 après un effondrement,,.
On voit dans la nef la trace d'une litre funéraire.
Pendant la Révolution française, la collégiale est saccagée. En particulier, de nombreuses statues de la façade ont été mutilées en 1794. Quelques-unes de ces sculptures ont été retrouvées par Alphonse Durand, dans les fondations de l'ancien couvent des Ursulines. Elles sont aujourd'hui en partie exposées au Musée de l'Hôtel-Dieu de la ville, l'autre partie est conservée dans le dépôt lapidaire des tribunes.
L'édifice a été alors converti en « temple de la Raison », puis est devenu successivement une fabrique de salpêtre et un arsenal.
Après la signature du Concordat en 1801, quelques travaux de restauration d'urgence ont été réalisés.
Des campagnes de restaurations auront lieu du XIXe au XXIe siècle. Une campagne de restauration importante est menée durant le XIXe siècle. La restauration de la tour nord est réalisée de 1851 à 1855 sous la direction d'Alphonse Durand, architecte de Mantes-la-Jolie, élève de Viollet-le-Duc. Il décida de la reconstruire à l'identique de la tour sud, outrepassant quelque peu le principe d'une restauration.
Le 30 mai 1944, un important bombardement aérien allié, visant le pont de Mantes, détruit une grande partie du vieux centre de Mantes-la-Jolie. La collégiale est légèrement touchée.
La toiture, remarquable pour son motif décoratif à swastikas, a été entièrement refaite en 2001 et 2002. Ces travaux ont nécessité la pose de 44 650 tuiles vernissées. La rose a été restaurée en 2003.

La face nord est restaurée en 2012. Le 27 septembre 2012, à l'occasion du lancement d'un timbre à l’effigie de la collégiale, Michel Vialay, maire de Mantes-la-Jolie, annonce son intention de demander l'inscription du bâtiment au Patrimoine mondial de l'UNESCO.

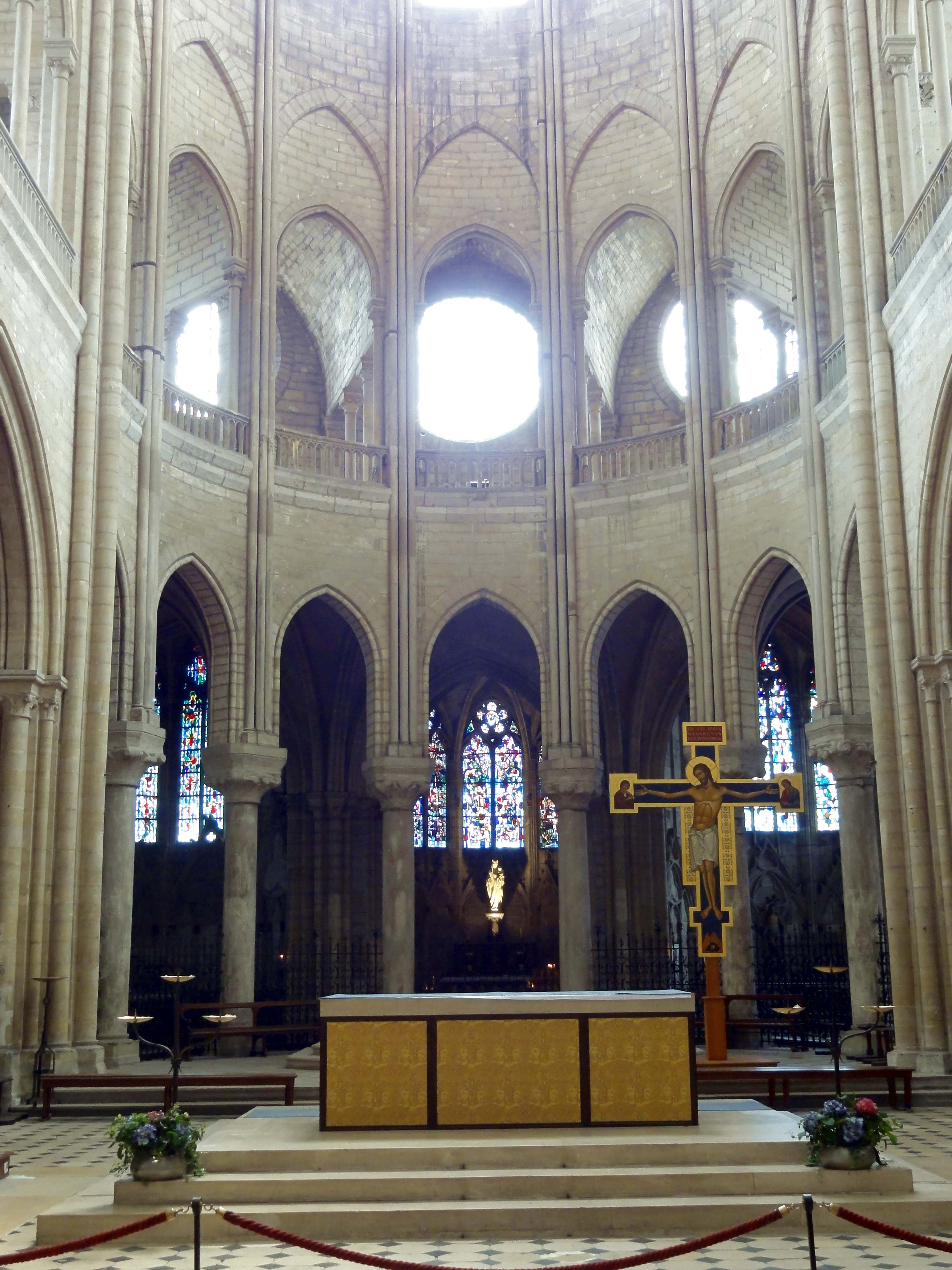
Vue vers le choeur
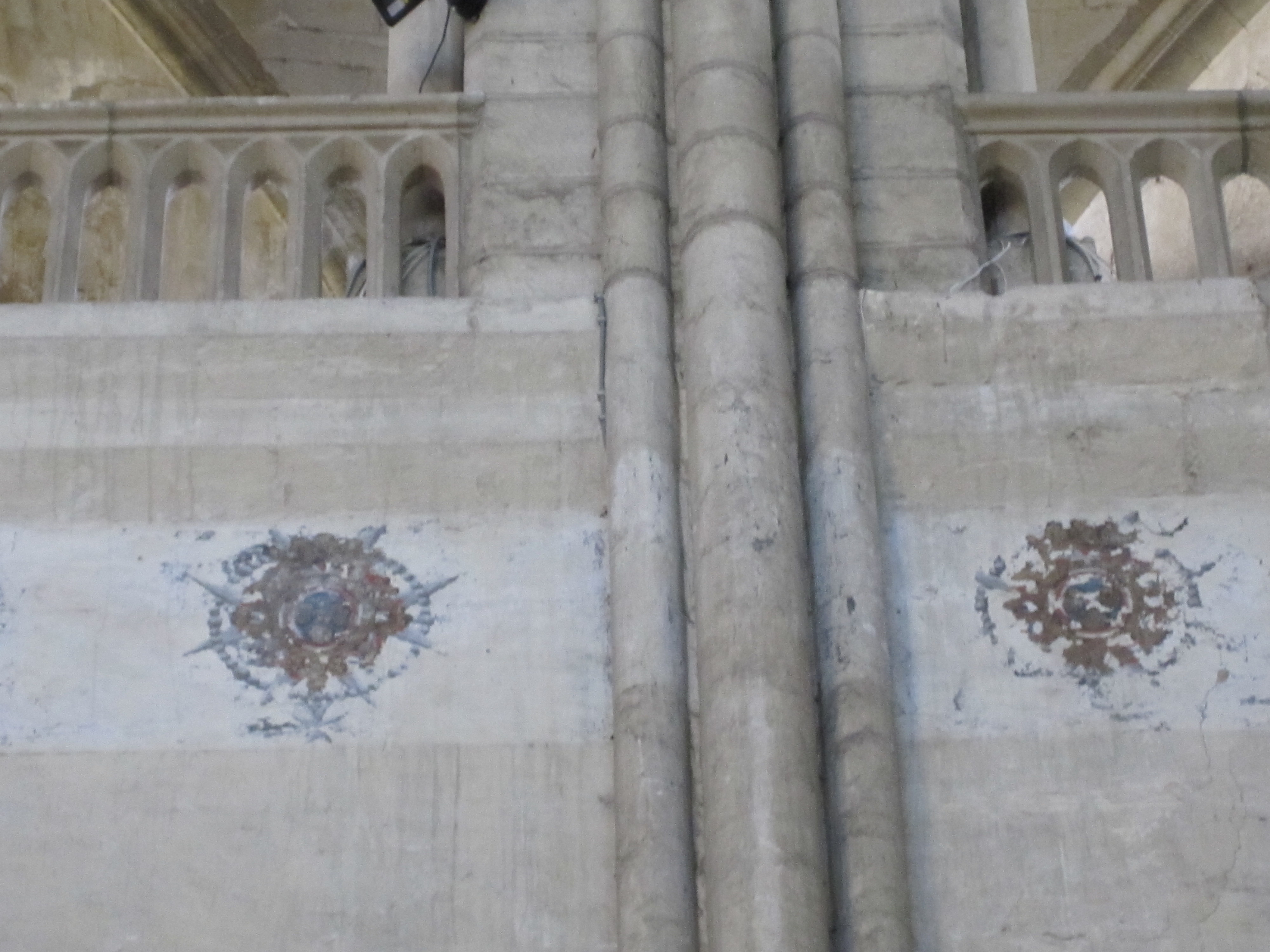
Litre funéraire
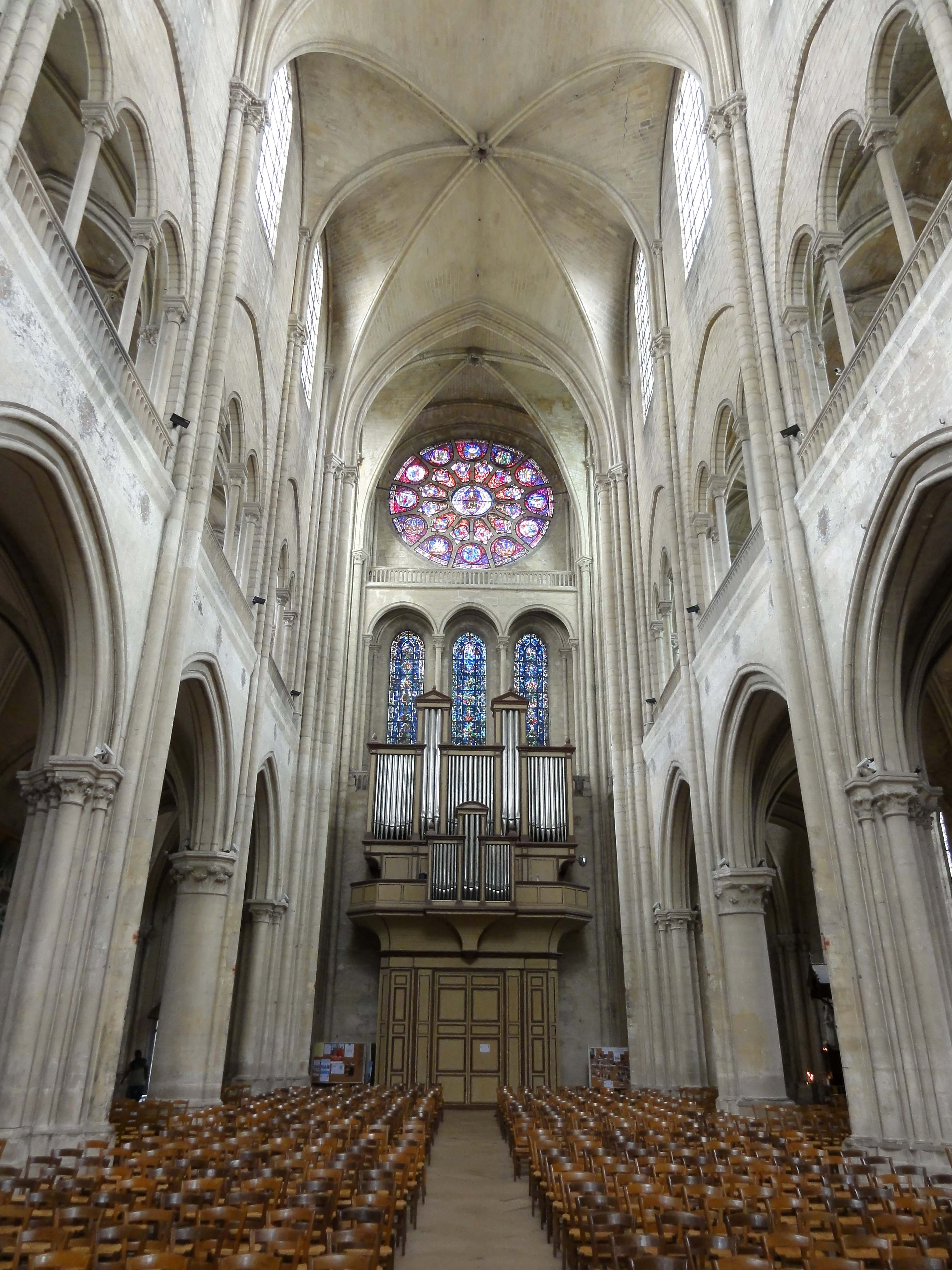
Vue vers la façade occidentale
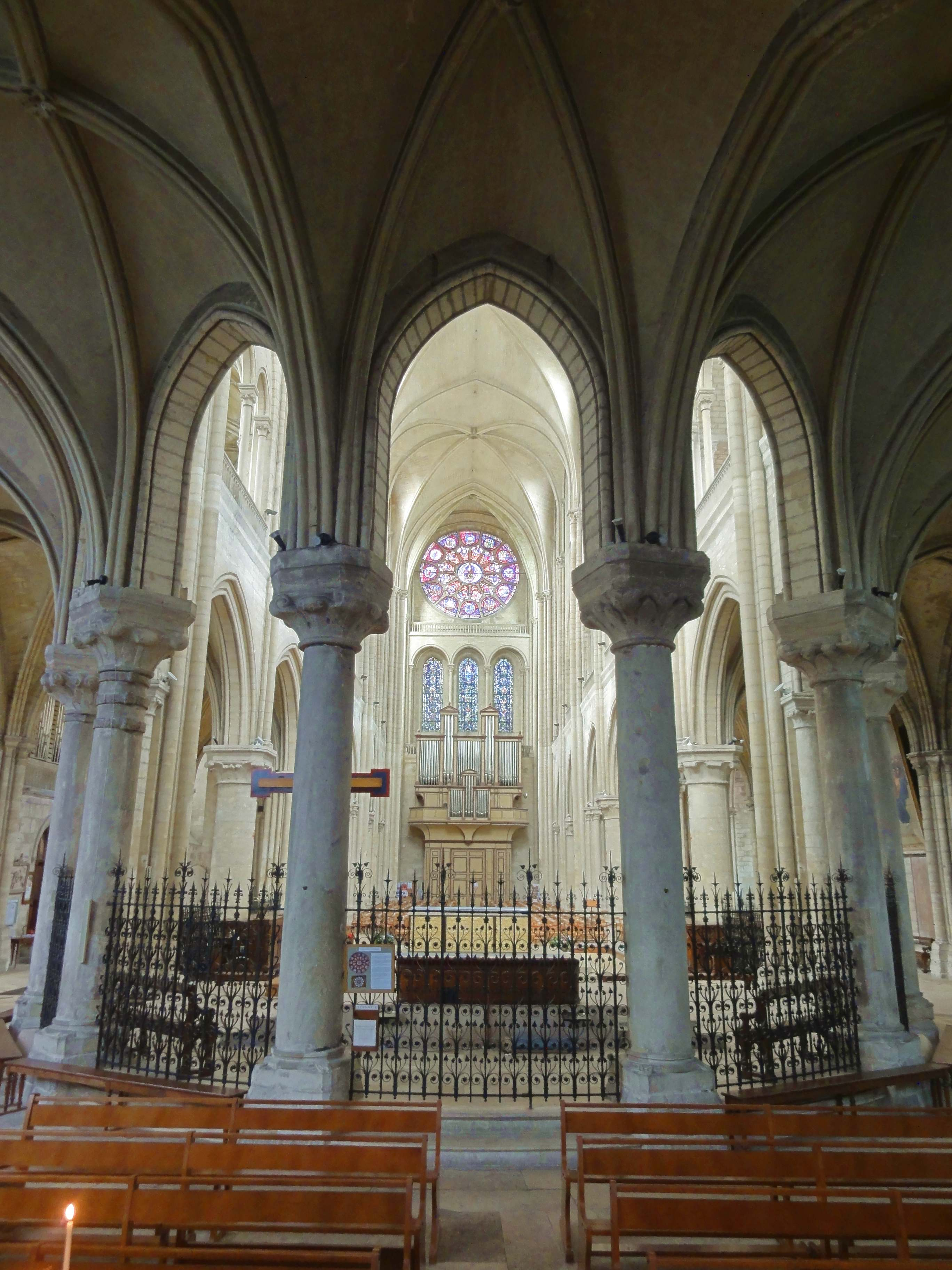
Vue vers la façade occidentale depuis le rond point
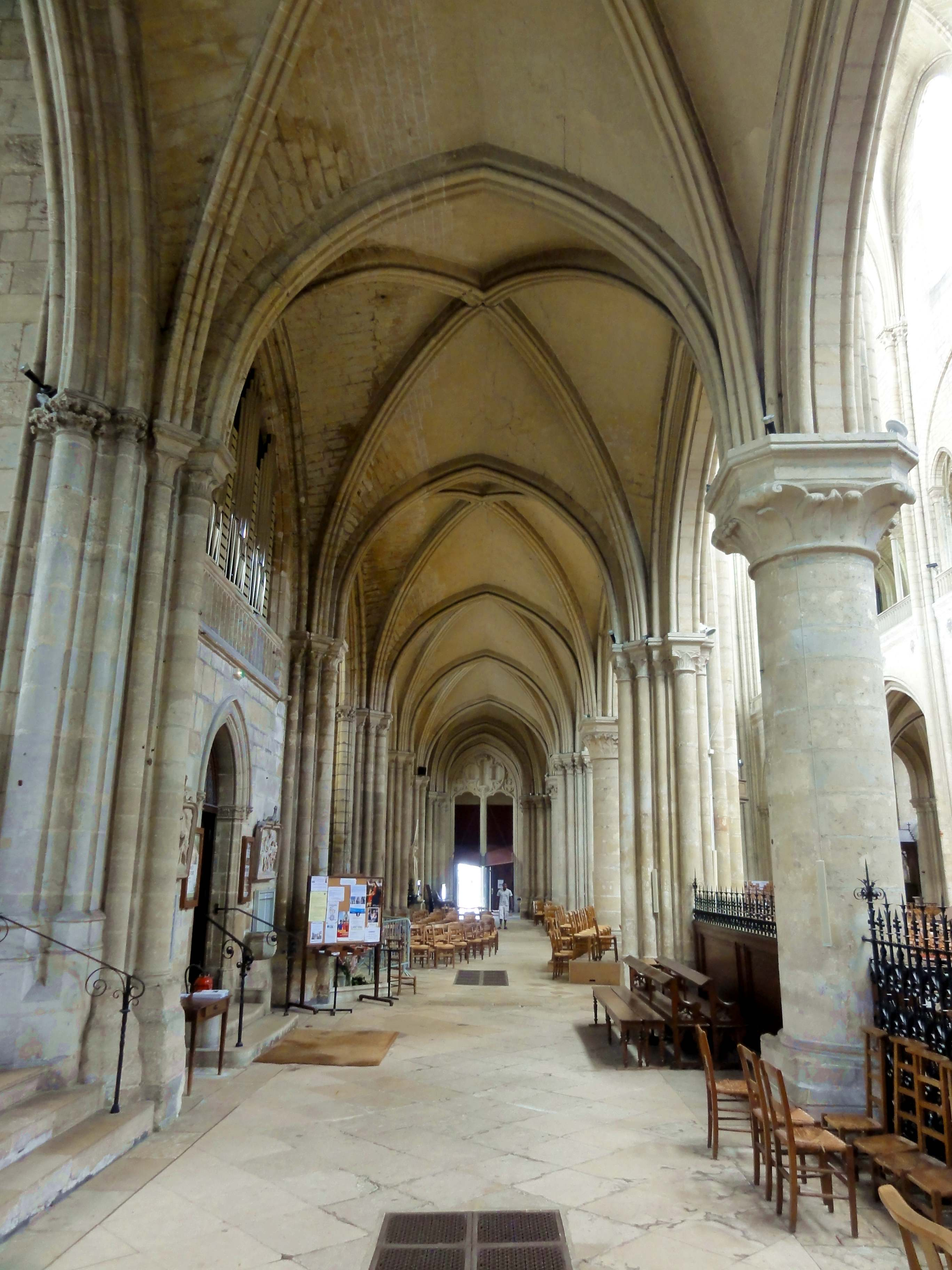
Bas côté sud depuis le choeur
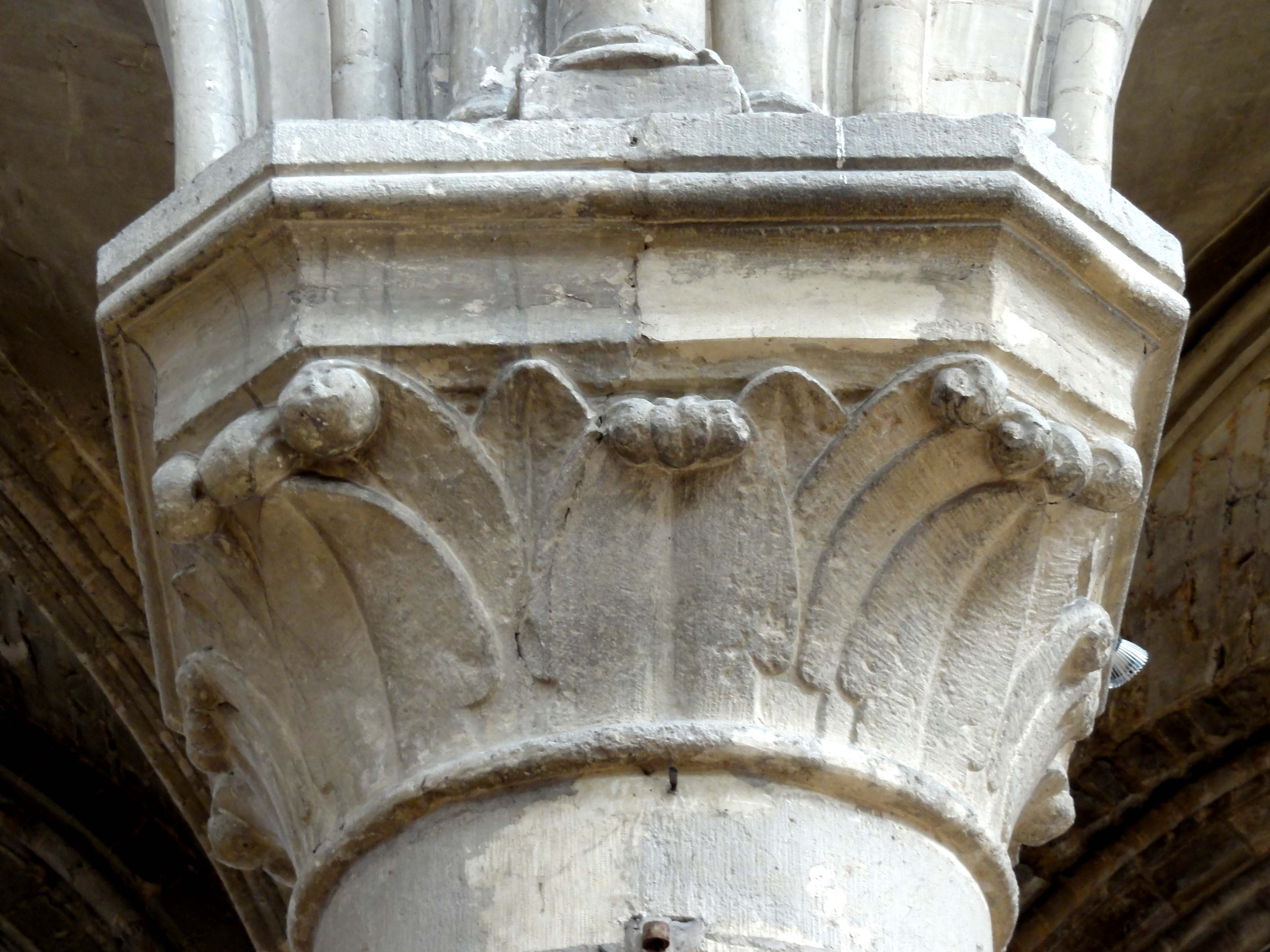
Chapiteau de la nef
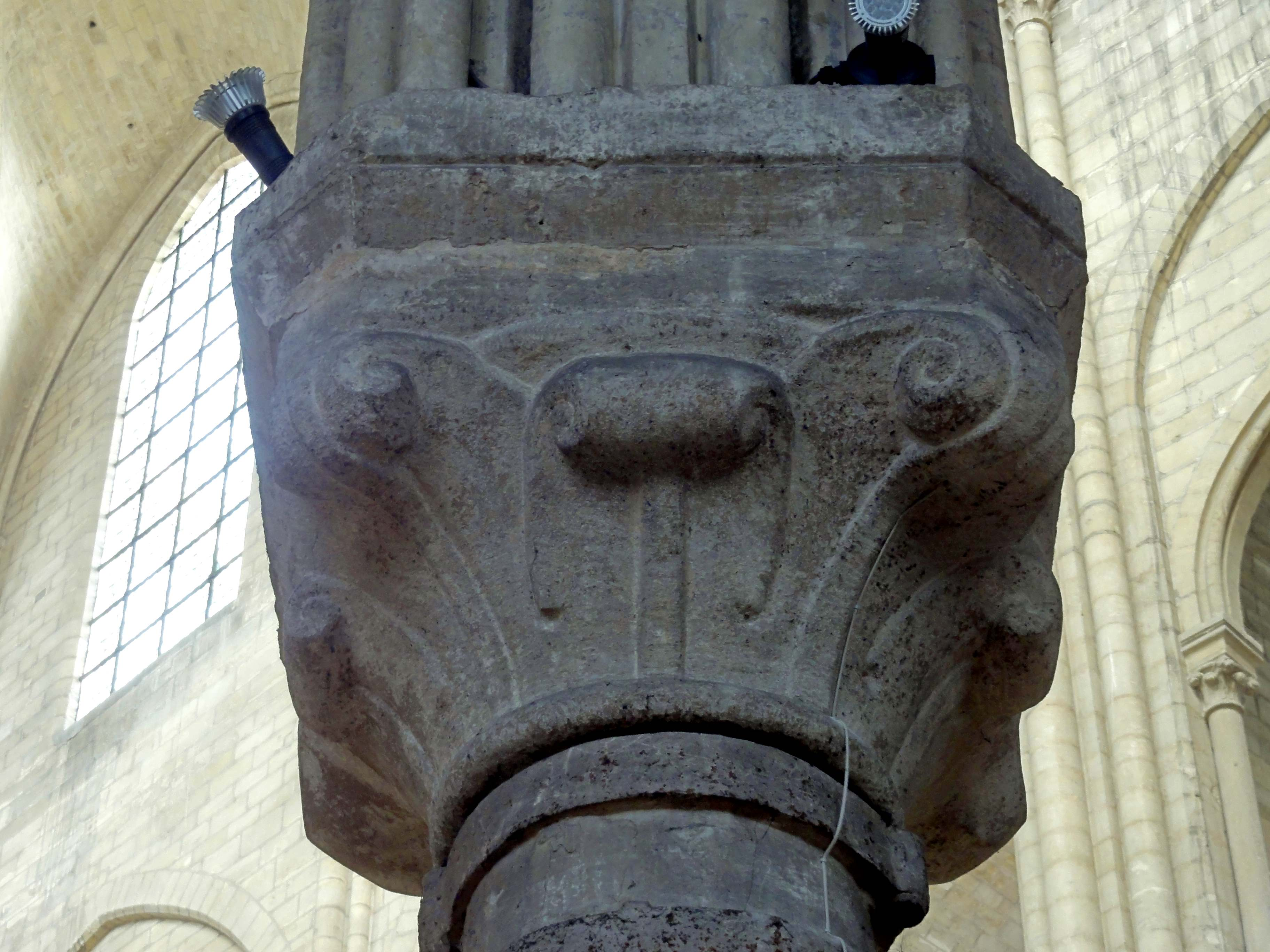
Chapiteau du choeur
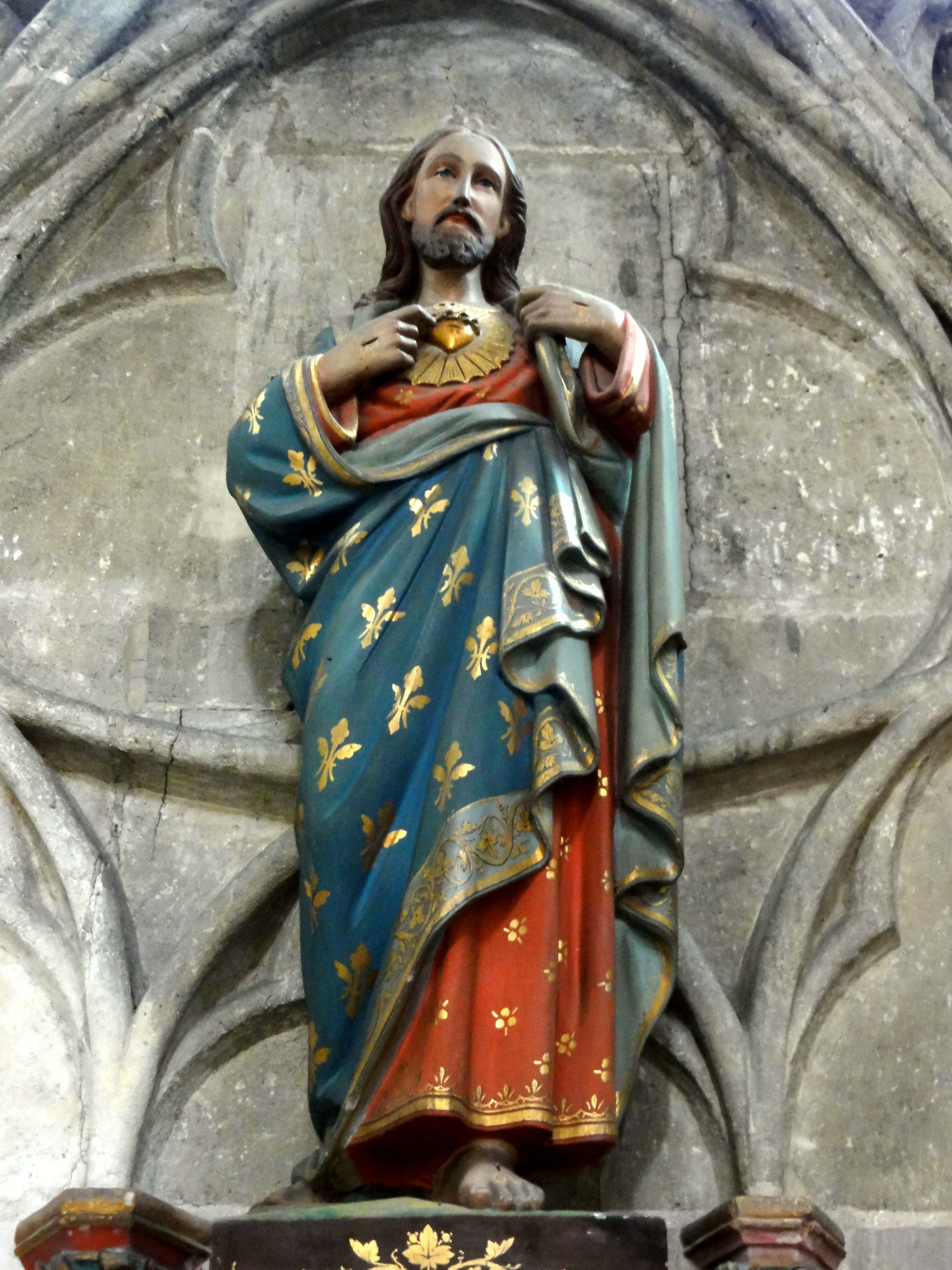
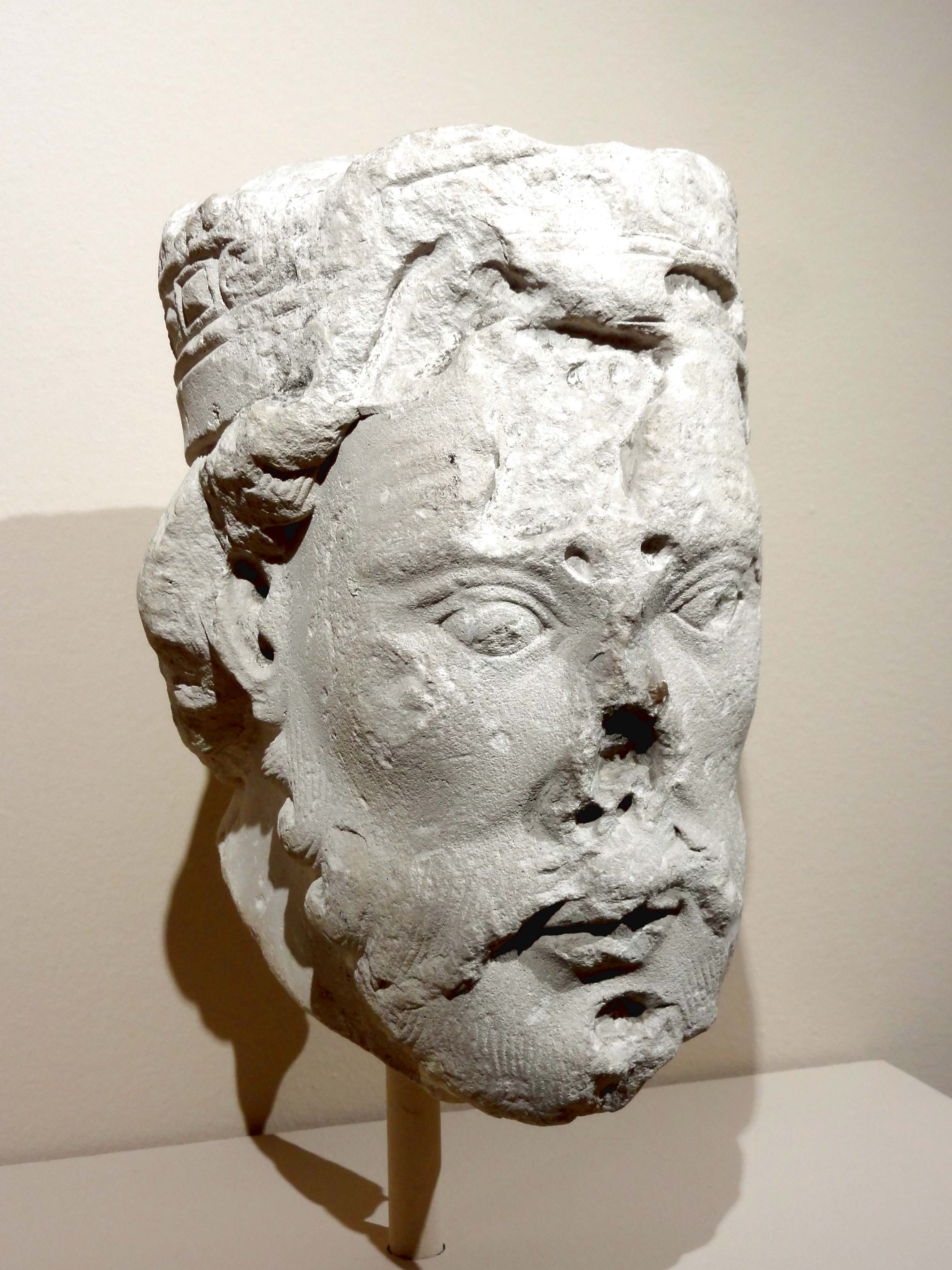
Tête d'homme couronné, milieu XIIe, provenant du portail nord, Musée de l'Hôtel-Dieu.
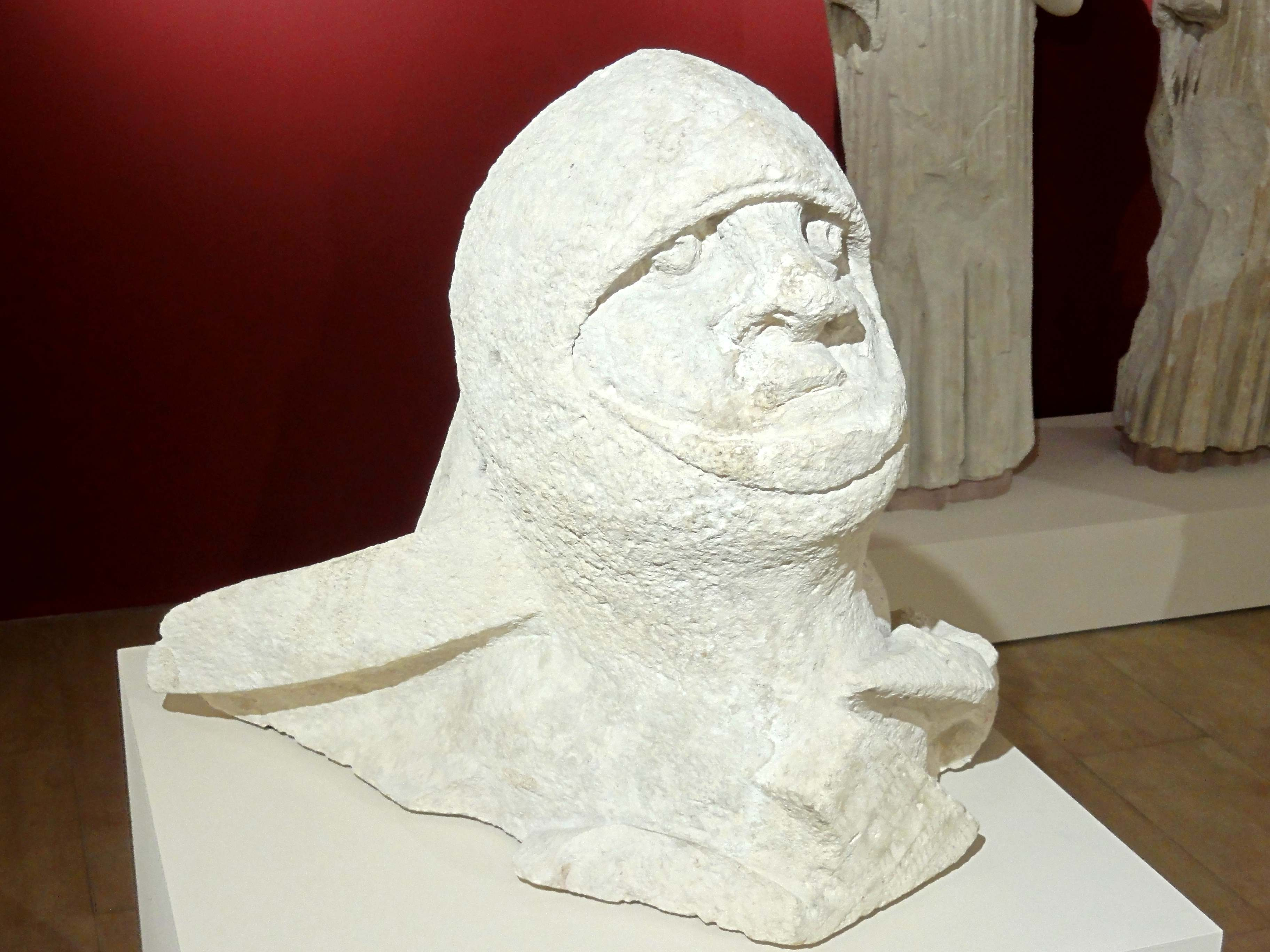
Fragment provenant probablement de la tour nord, Musée de l'Hôtel-Dieu

## Dimensions
La collégiale de Mantes-la-Jolie a des dimensions proches de celles de la cathédrale de Senlis.
- Longueur totale : 67,70 m ;
- longueur de la nef et du chœur : 57,70 m ;
- largeur de la nef : 11,75 m ;
- hauteur sous voûtes : 29,90 m ;
- hauteur totale des tours : 61 m ;
- largeur de la façade : 29,70 m ;
- largeur des bas-côtés : 6,10 m ;
- hauteur jusqu'à l'étage des galeries : 31,25 m.

Ces mesures avaient été données par André Rhein en 1932.
Andrew J. Tallon, historien de l'art américain, a pu prendre de nouvelles mesures lors du projet Mapping Gothic France.
- Hauteur de la nef : 28,77 m
- Largeur de la nef : 9,9 m
- Hauteur des bas-côtés : 8,73 m
- Largeur des bas-côtés : 4,61 m
- Largeur totale : 19,12 m

## Les portails

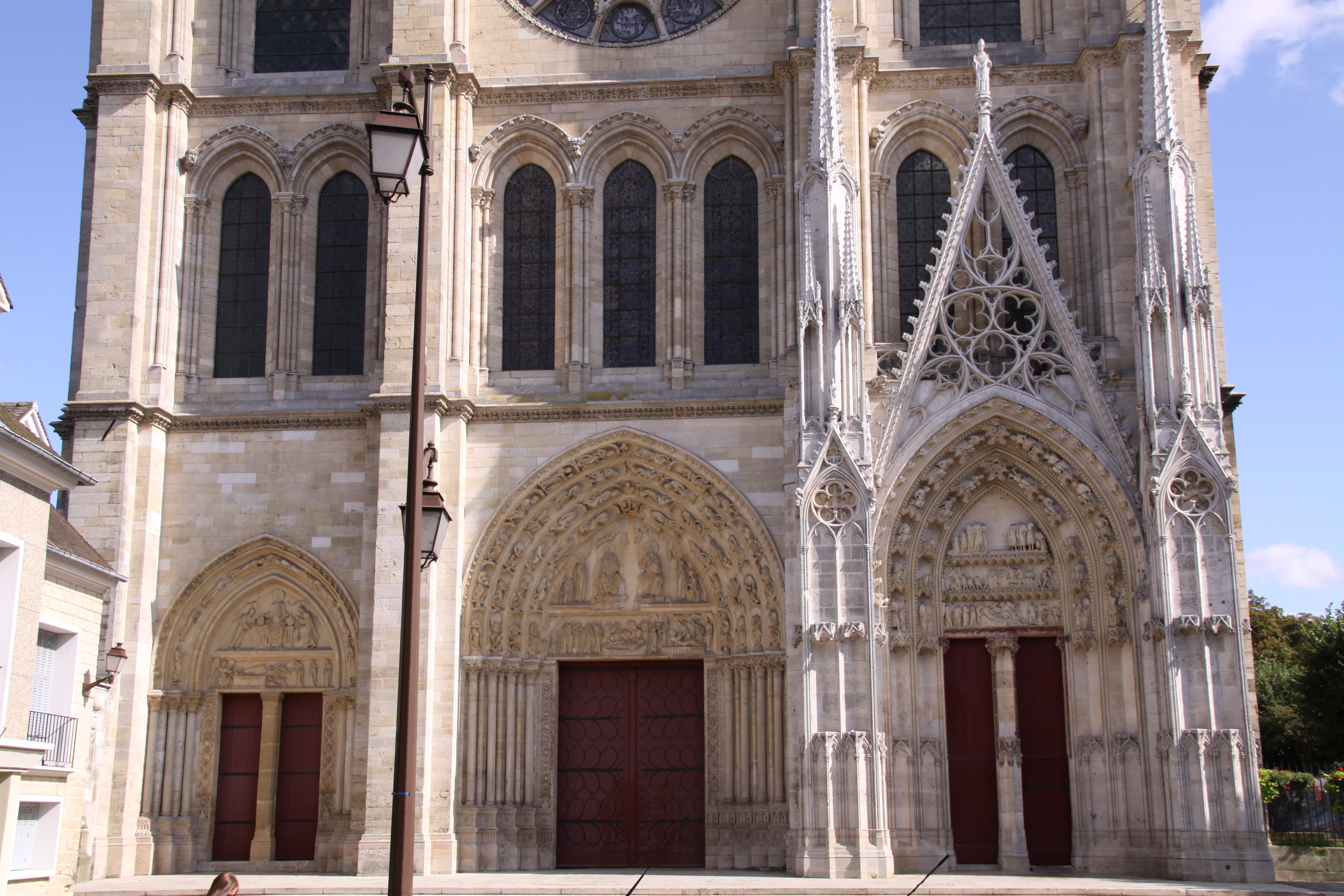
Portails de la façade ouest de la Collégiale Notre-Dame

### Le portail de la Résurrection
L’œuvre la plus ancienne de l'édifice. Il aurait été réalisé vers 1150 en pierre blanche de Vernon ou blonde d'Île-de-France par les ateliers qui travaillèrent à Saint-Denis et Notre-Dame de Paris. Ce portail est dédié à la Résurrection du Christ. Sculpté dans un style plus archaïque, il démontre une moins grande maîtrise technique de l'artiste. On peut néanmoins apprécier la simplicité qui s'en dégage et qui est en lien sans aucun doute avec sa vocation pédagogique.

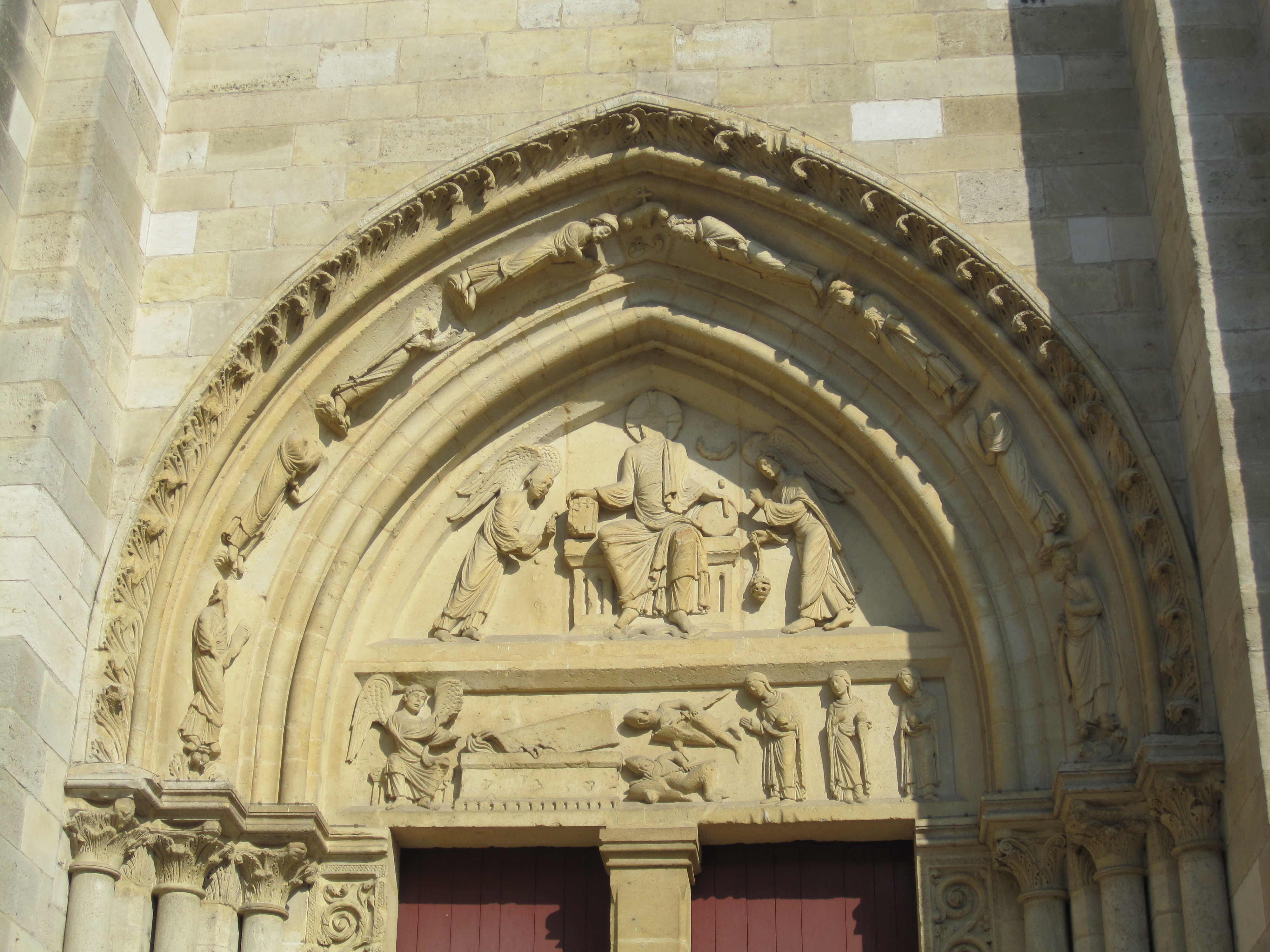

### Le portail de la Vierge
L'entrée principale de la Collégiale vouée à Marie et à son Assomption. Le portail de la Vierge est considéré comme un chef-d'œuvre de la sculpture occidentale. Il se compose de deux ensembles conçus à dix ou quinze ans d'intervalle. La partie basse, sous le niveau de la base du linteau, a dû être exécutée très peu de temps après le portail de la Résurrection. Toute la partie supérieure (voussure et tympan), est sensiblement postérieure. Il se rapproche du portail dédié à la Vierge de la cathédrale de Senlis. En 1998, lors des restaurations du portail, des fragments de polychromie sont mis au jour. Le rouge, le vert et bleu se détachent sous nos yeux.

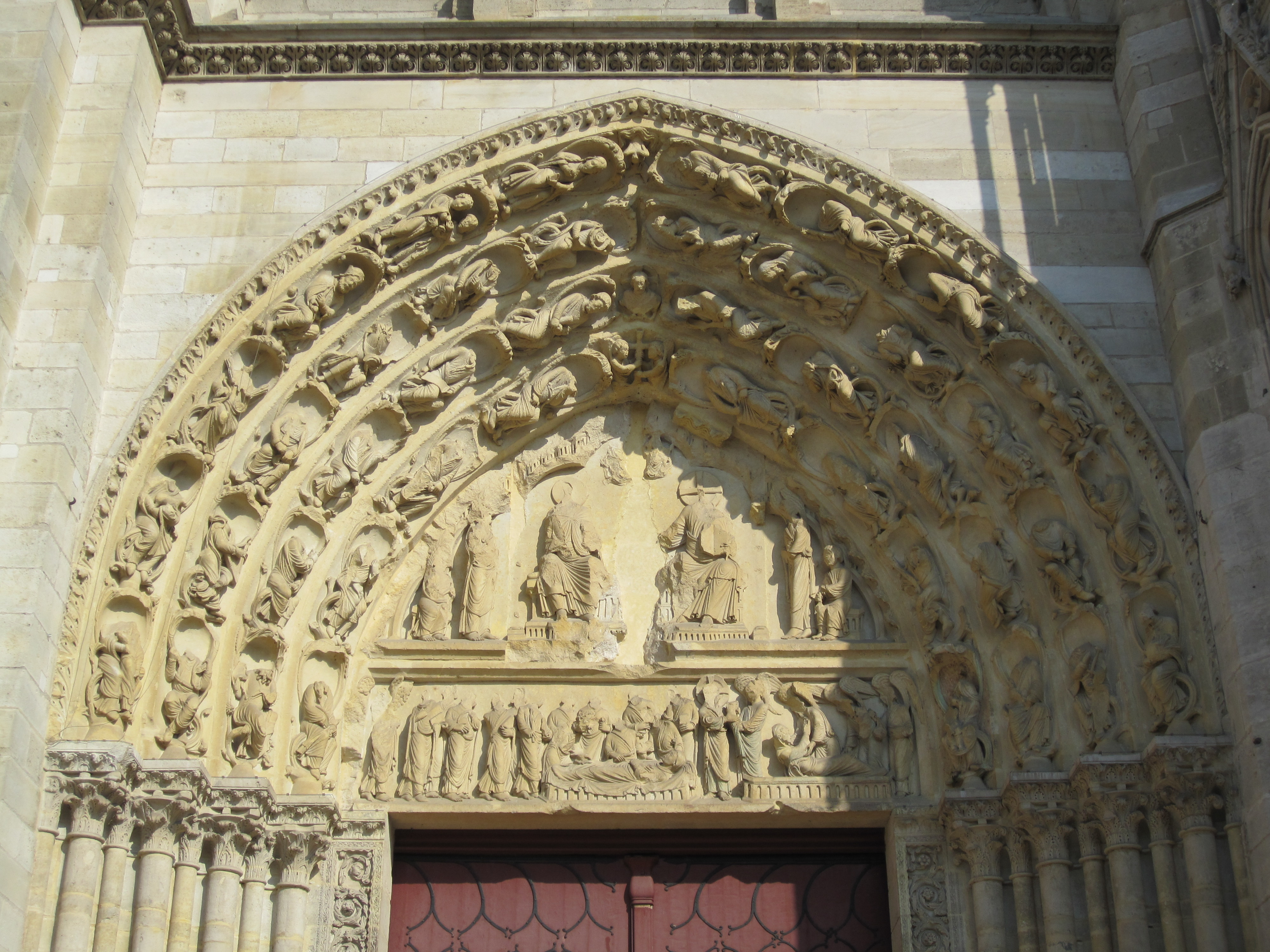

### Le portail des Échevins
Situé à droite de la façade, ce portail très richement décoré a été construit en 1320 à la demande des échevins de la ville. Il ressemble par sa composition et son style au portail sud la Calende de la cathédrale de Rouen. Il fut saccagé lors de la Révolution, notamment la totalité des statues des ébrasements en partie basse et une partie de la décoration du tympan où les têtes des statues ont disparu.

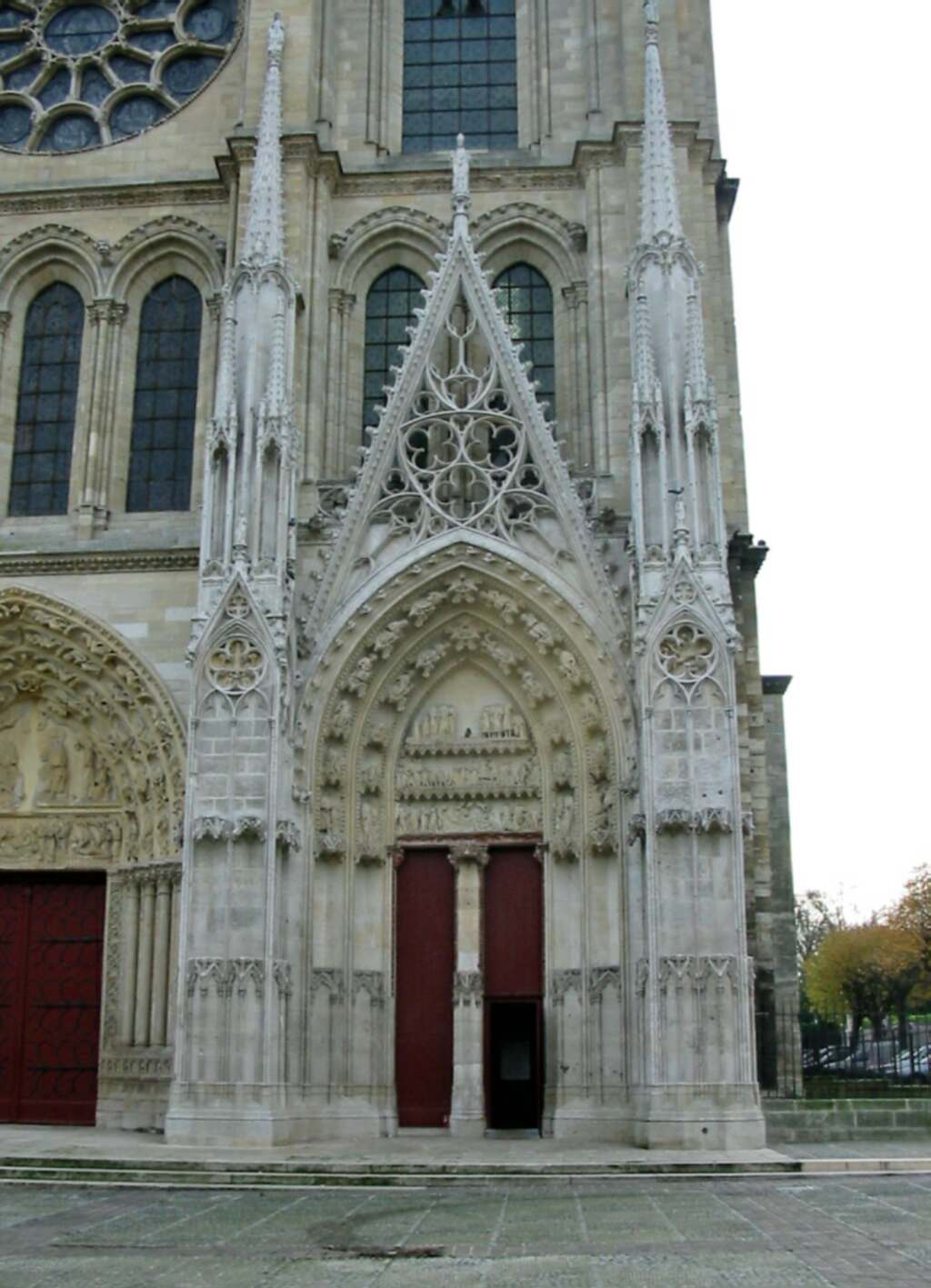
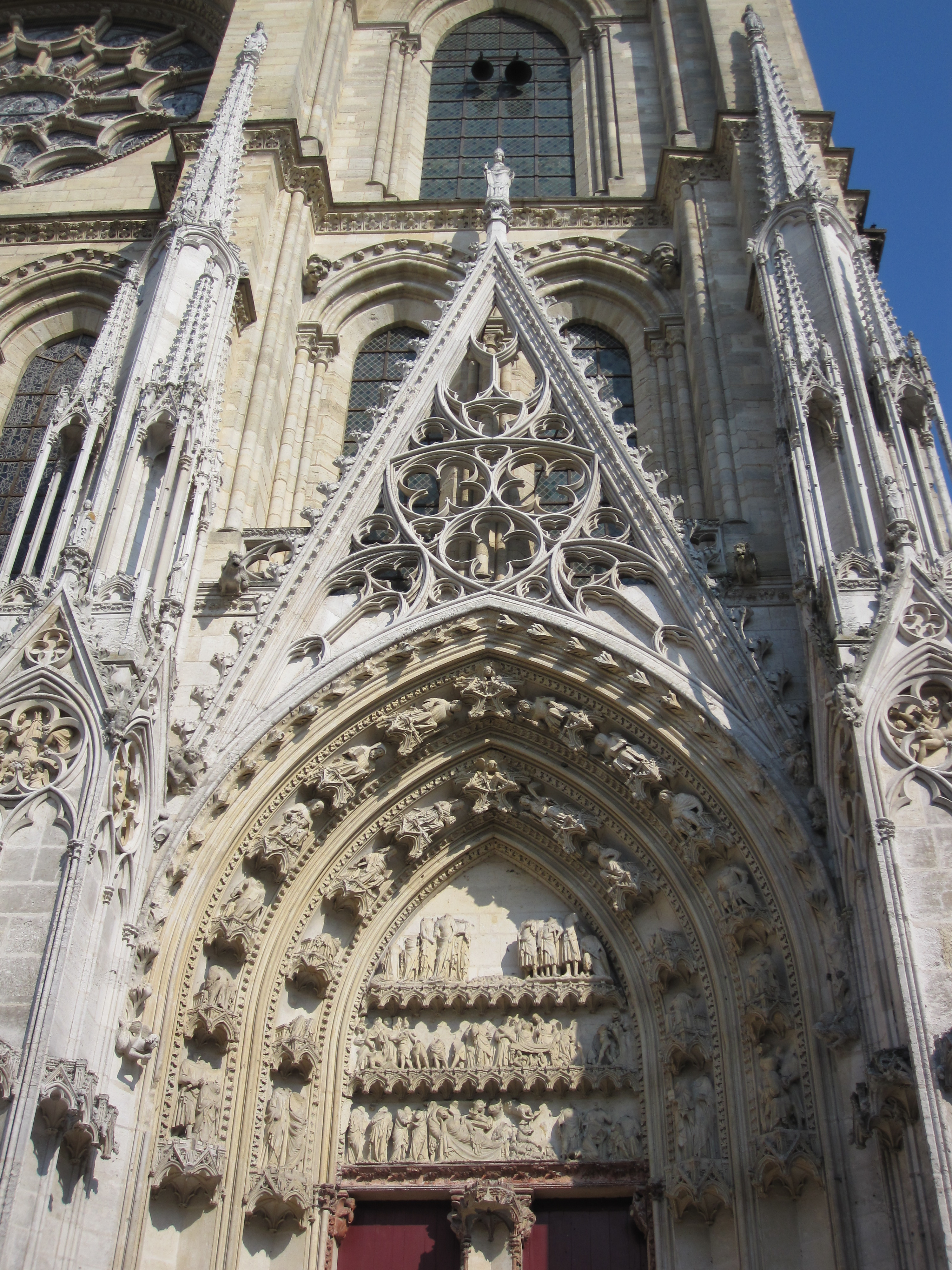

## La nef
La nef gothique est une des plus élevées du XIIe siècle. De son temps, seule Notre-Dame de Paris la dépassait de seulement deux mètres. L'élévation de la nef est partagée en trois étages de hauteurs sensiblement égales : les grandes arcades du rez-de-chaussée, celles des tribunes et enfin les fenêtres hautes. La disposition de la nef est en grande partie due à ses trois voûtes d'ogives à six branches (sexpartites), chacune embrassant deux travées. L'adoption de ce type de structure a une conséquence évidente : les piles ne supportent pas toutes la même charge. D'où l'alternance de fûts cylindriques simples et de piles flanquées de colonnettes qui se retrouve dans d'autres grandes églises du premier gothique (Laon, Paris, Sens, Lausanne ...).
Le style de l'architecture frappe par sa sobriété. Les grandes baies des tribunes ne sont pas moulurées. De vastes pans de murs nus, dus à l'absence de division horizontale, y apparaissent notamment à l'étage des fenêtres hautes. Cette sobriété est parfaitement dans l'esprit des architectes parisiens du XIIe siècle. La longueur modeste de la nef, l'écartement du pilier qui ouvre largement sur les bas-côtés, ainsi que les amples zones horizontales confèrent à l'ensemble une étonnante majesté.

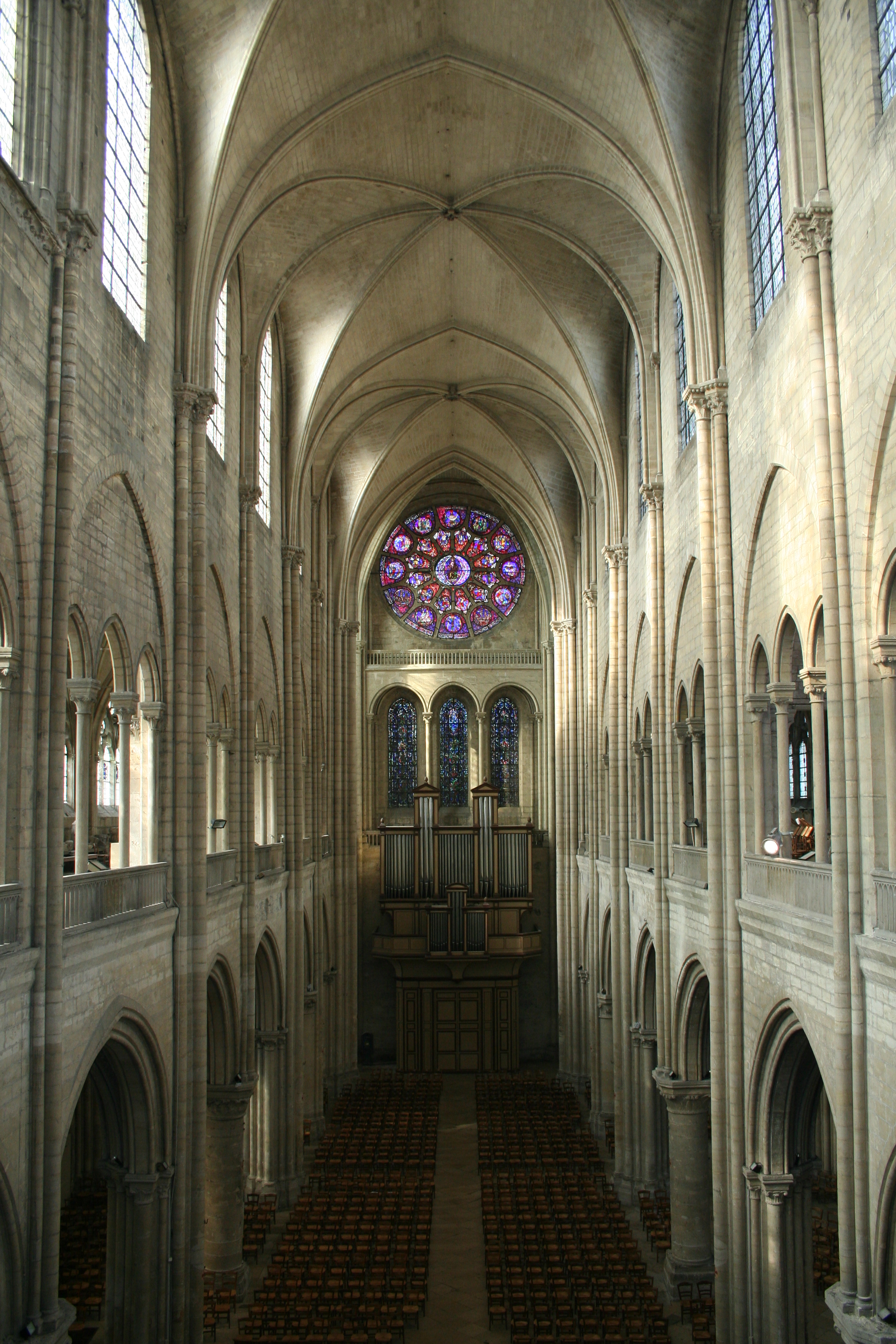
La nef
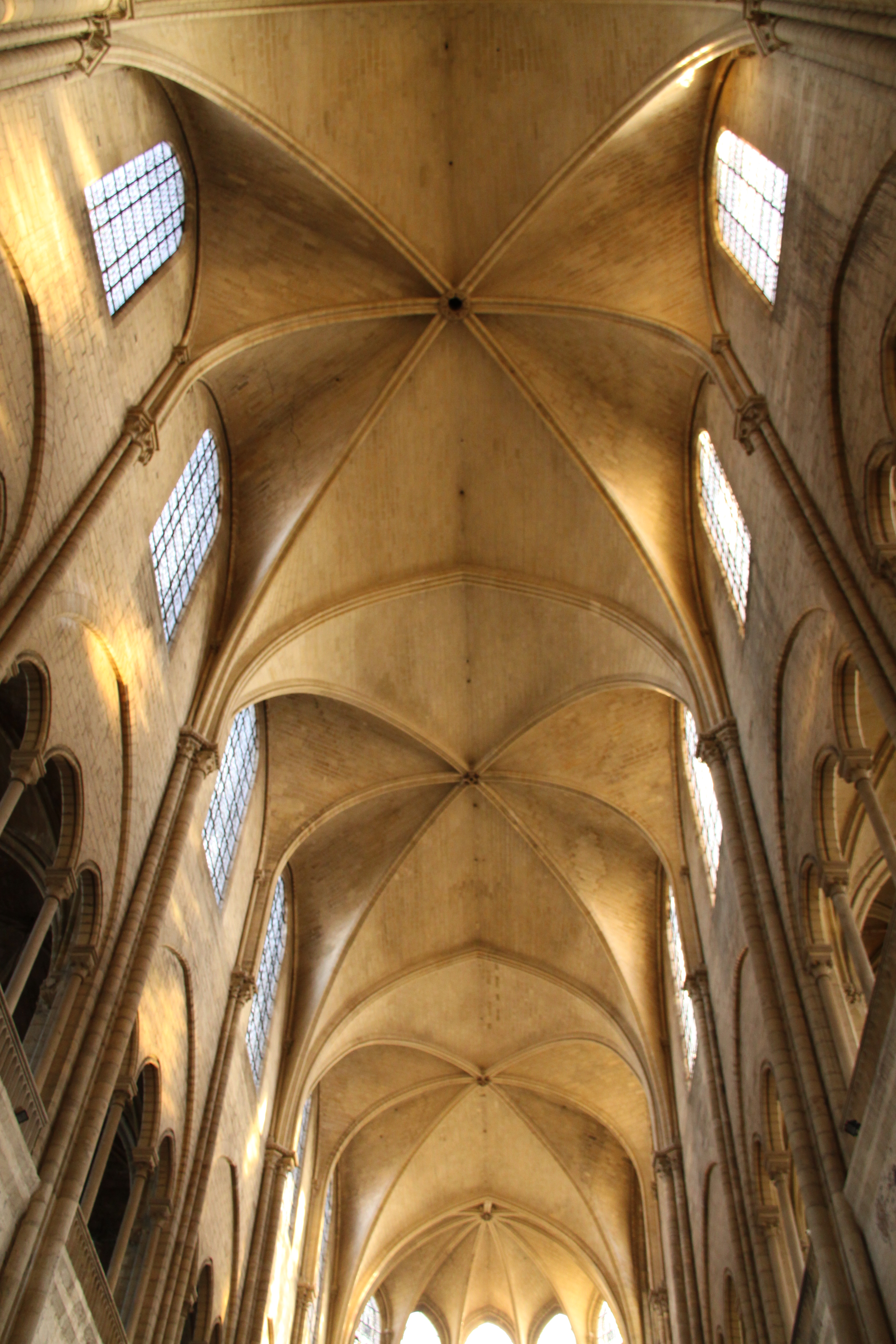
La voûte sexpartite

## Les vitraux

### La rose

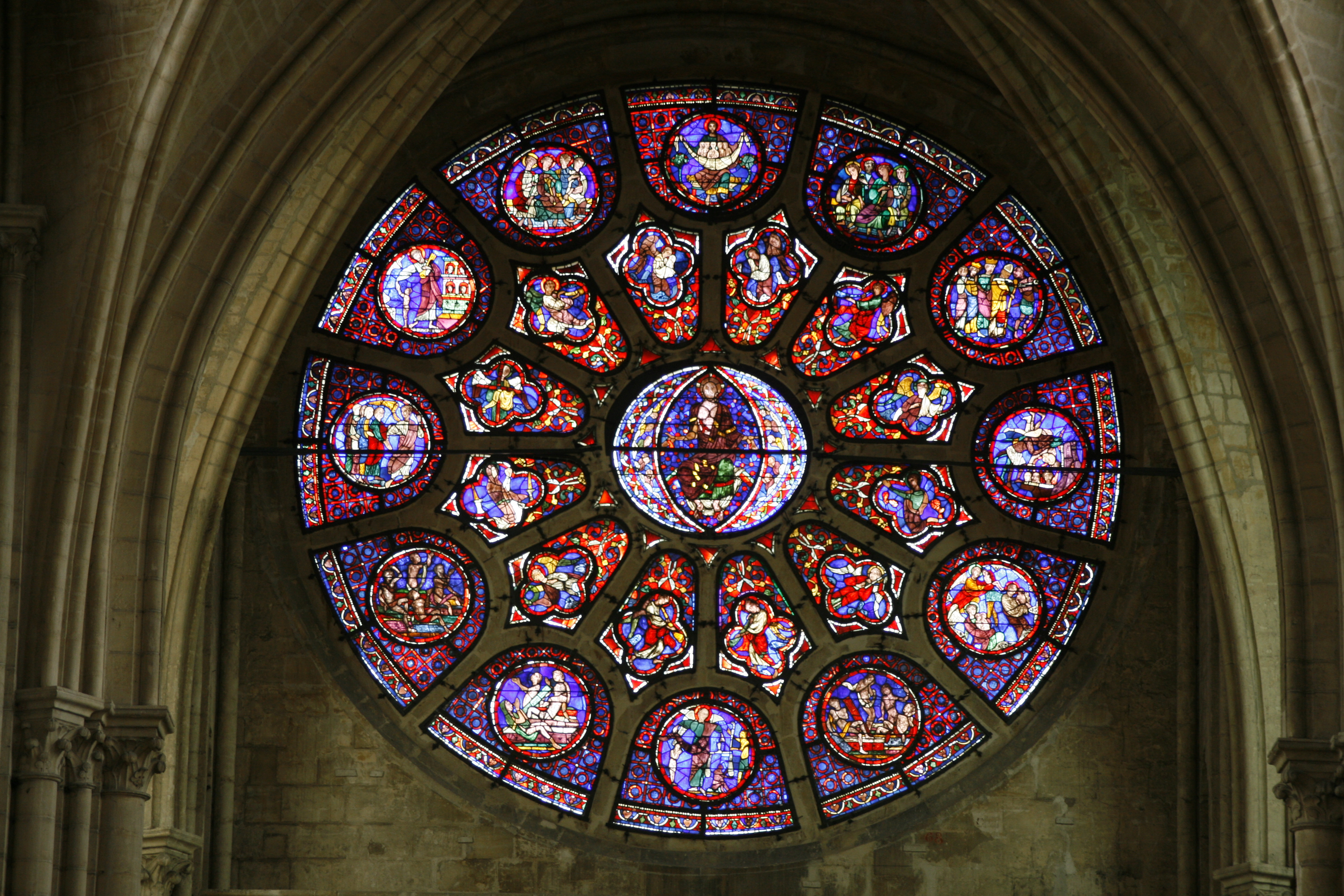
Rose de la collégiale Notre-Dame de Mantes-la-Jolie
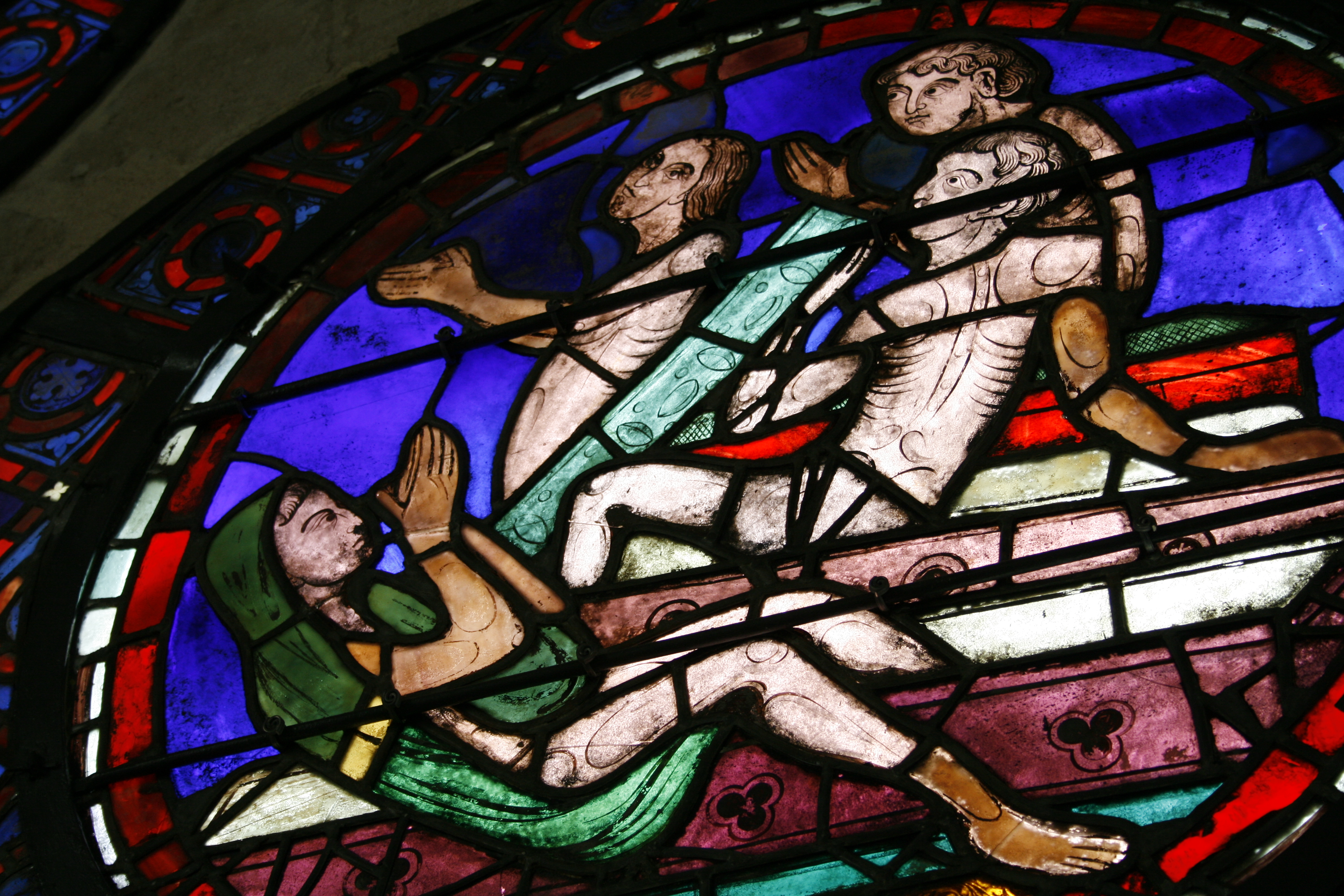
Première scène de la résurrection des morts
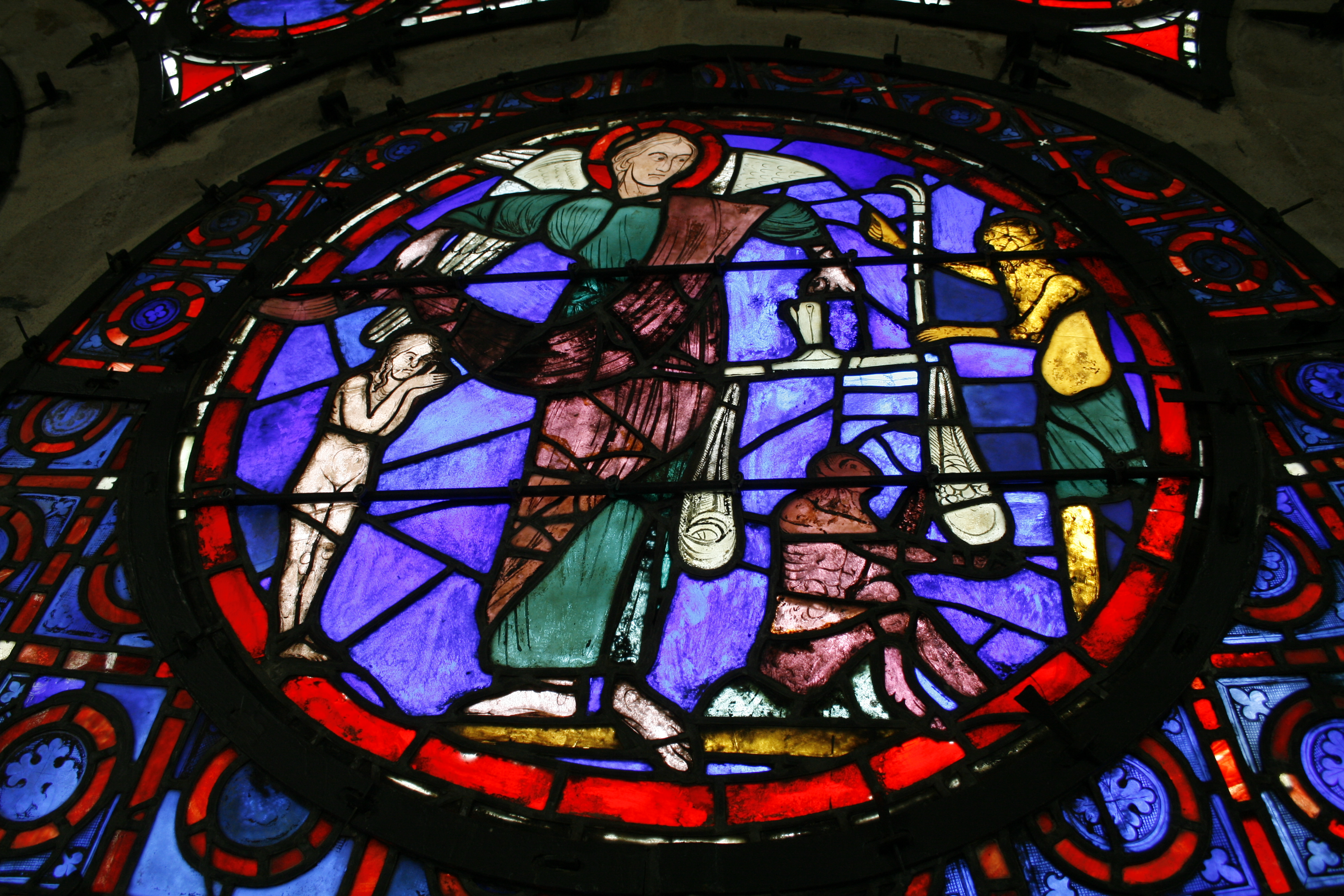
Pèsement des âmes par Saint Michel

La grande rosace de Mantes est l'une des plus anciennes de France. Les plus anciens panneaux remontent aux environs de 1210. Elle représente le jugement dernier. L'oculus central est occupé par une mandorle où trône le Christ juge, se détachant sur un fond bleu peuplé d'étoiles rouges. Il est entouré d'un chœur d'anges dont les bustes ailés sortent des nuées. Le premier cercle, qui obéit à un axe de symétrie vertical, est celui des anges et des intercesseurs. Le fond bleu des quadrilobes figurés s'oppose au rouge sur lequel se détachent les rinceaux décoratifs qui complètent chaque compartiment.

## La chapelle de Navarre
Au bas-côté sud de l'église, la chapelle de Navarre ou du Rosaire, est sans doute la plus célèbre. Elle fut fondée en 1313 par le souhait de Marie de Brabant, seconde épouse de Philippe III le Hardi. Son souhait était de doter la collégiale de deux chapelles dédiés à saint Paul et saint Louis. C'est une chapelle double, résultat de la réunion de deux chapelles entre 1352 et 1364. Quatre sculptures du XIVe siècle, de saintes et de reines donatrices sont apposées aux murs. Des traces de polychromie (un reste de crucifixion) et un décor de faux appareil à joints rouges sur fond blanc sont encore visibles aujourd'hui. Les armes de Navarre peintes en rouge sur fond jaune, s'observent sur certaines piles. Un morceau de dalle funéraire a été réemployée dans les marches.

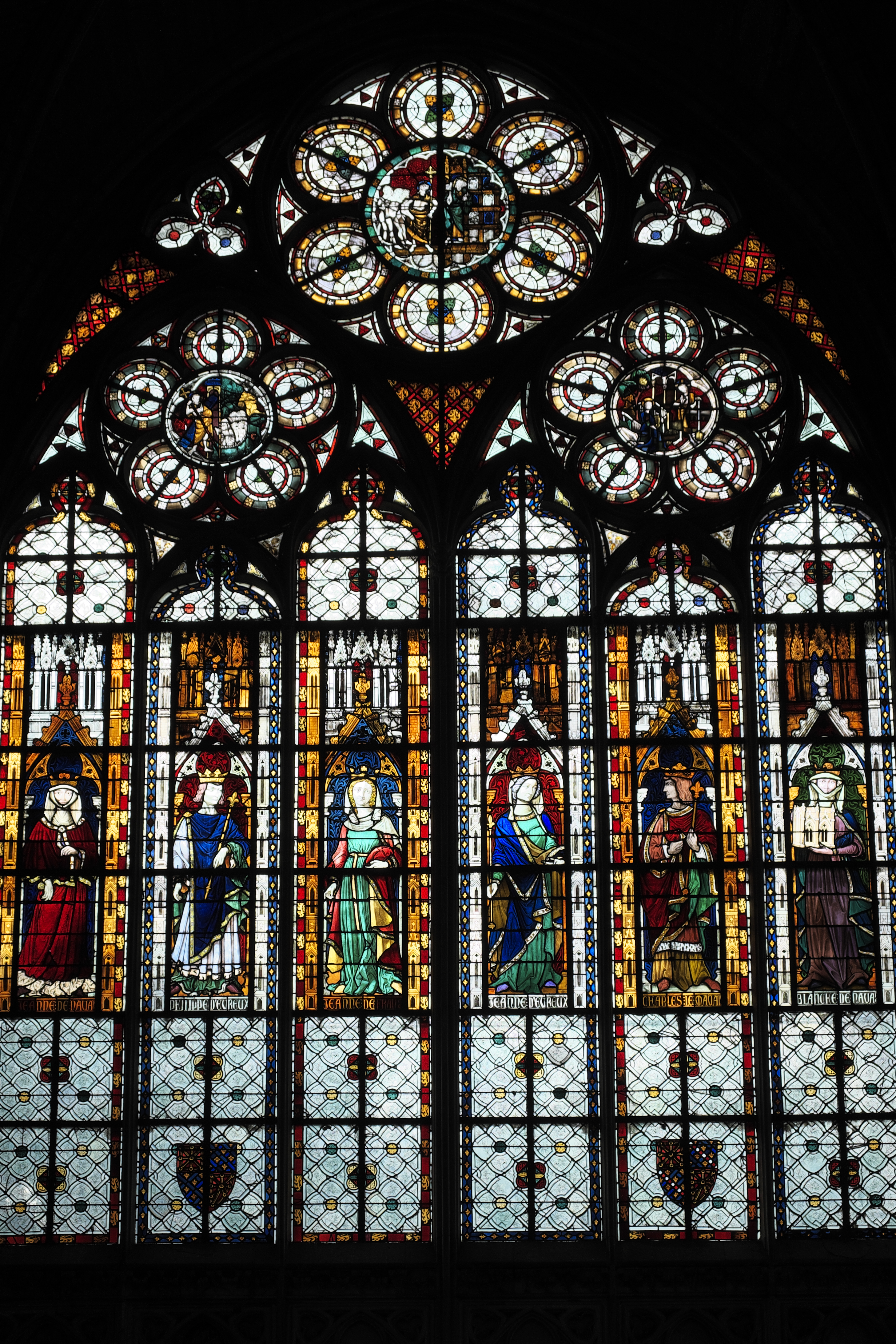
Vitraux de la chapelle
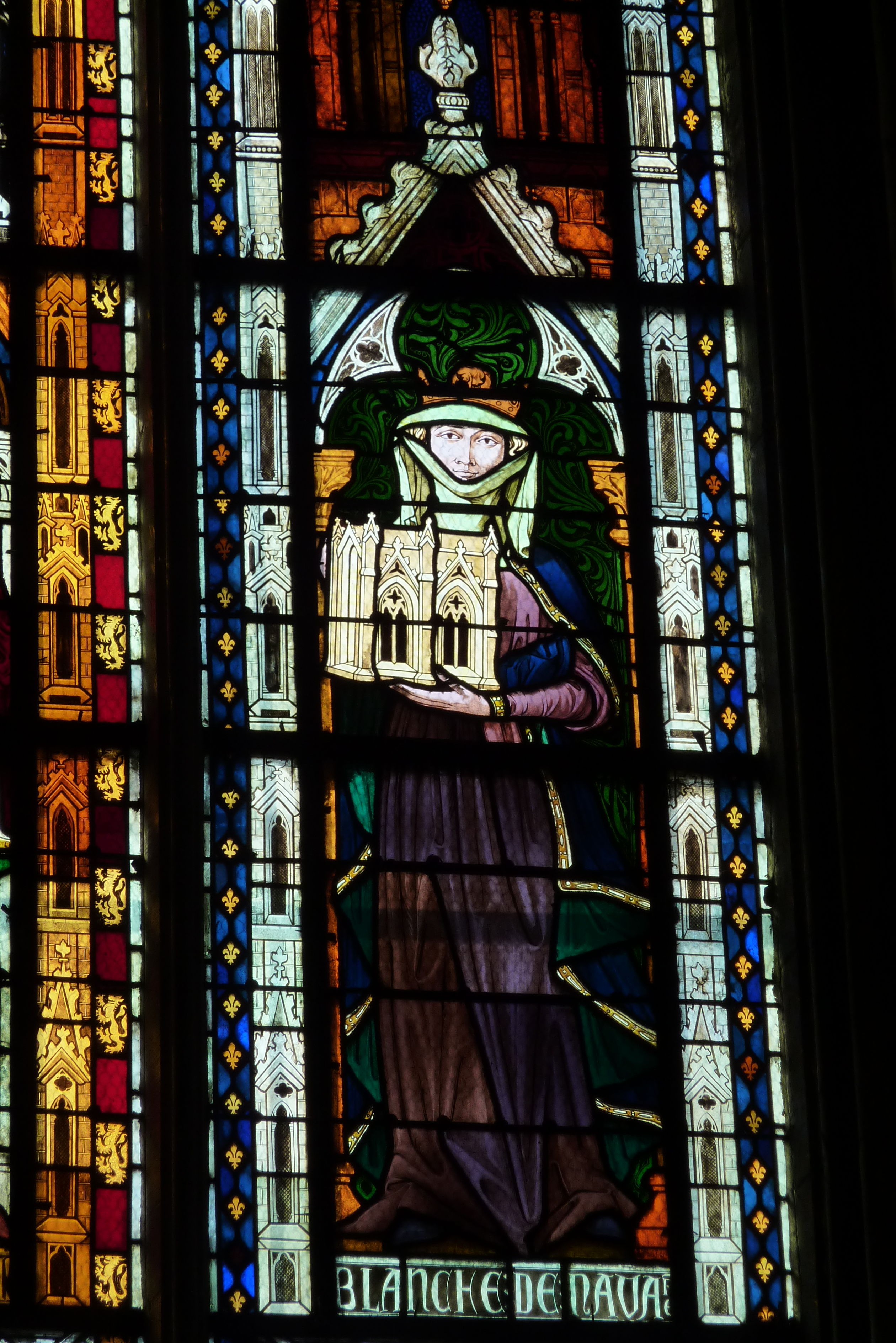
Détail
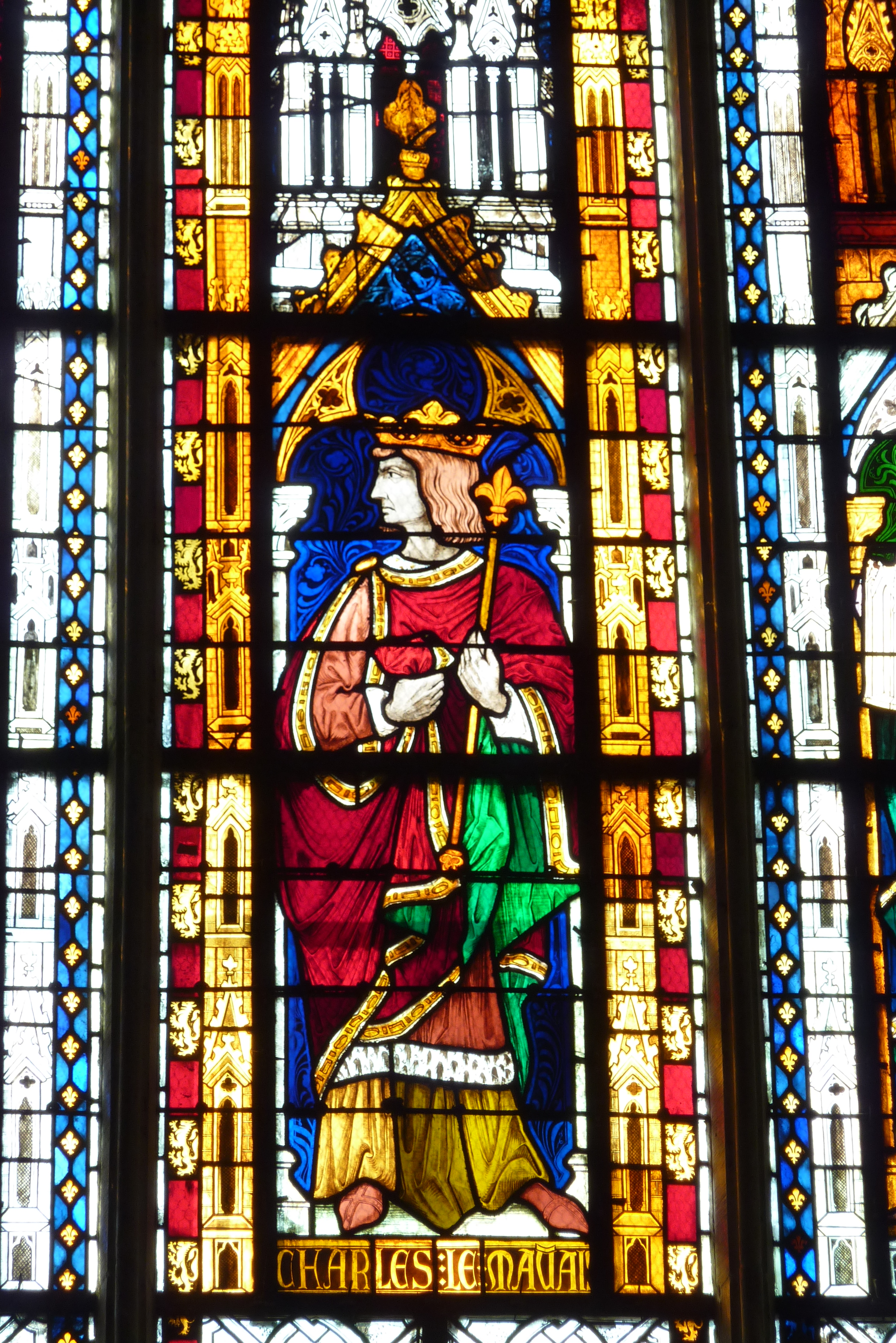
Détail
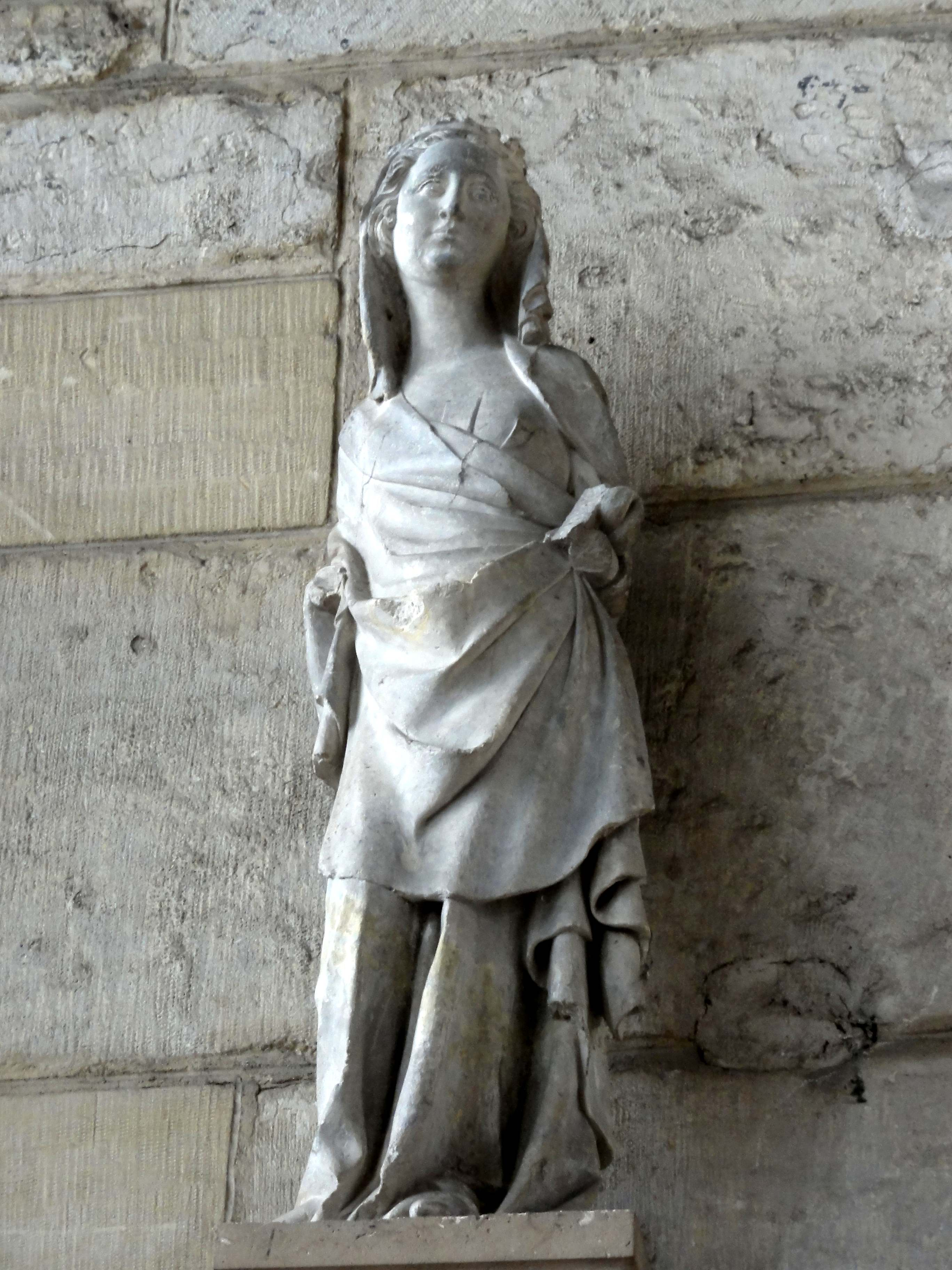
Sainte couronnée tenant un livre à la main gauche, vers 1320
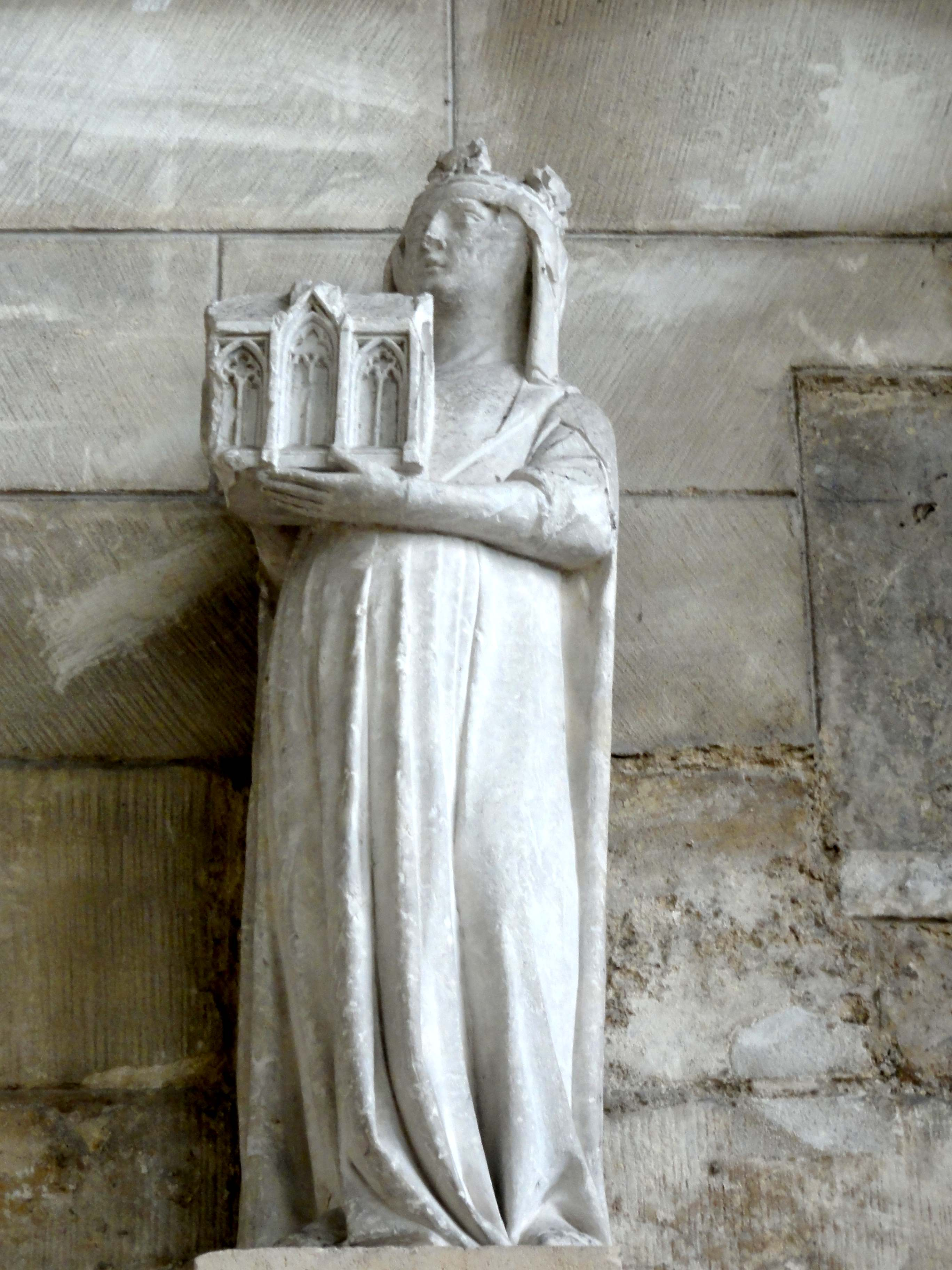
Statue de reine donatrice tenant une chapelle à trois fenêtres.
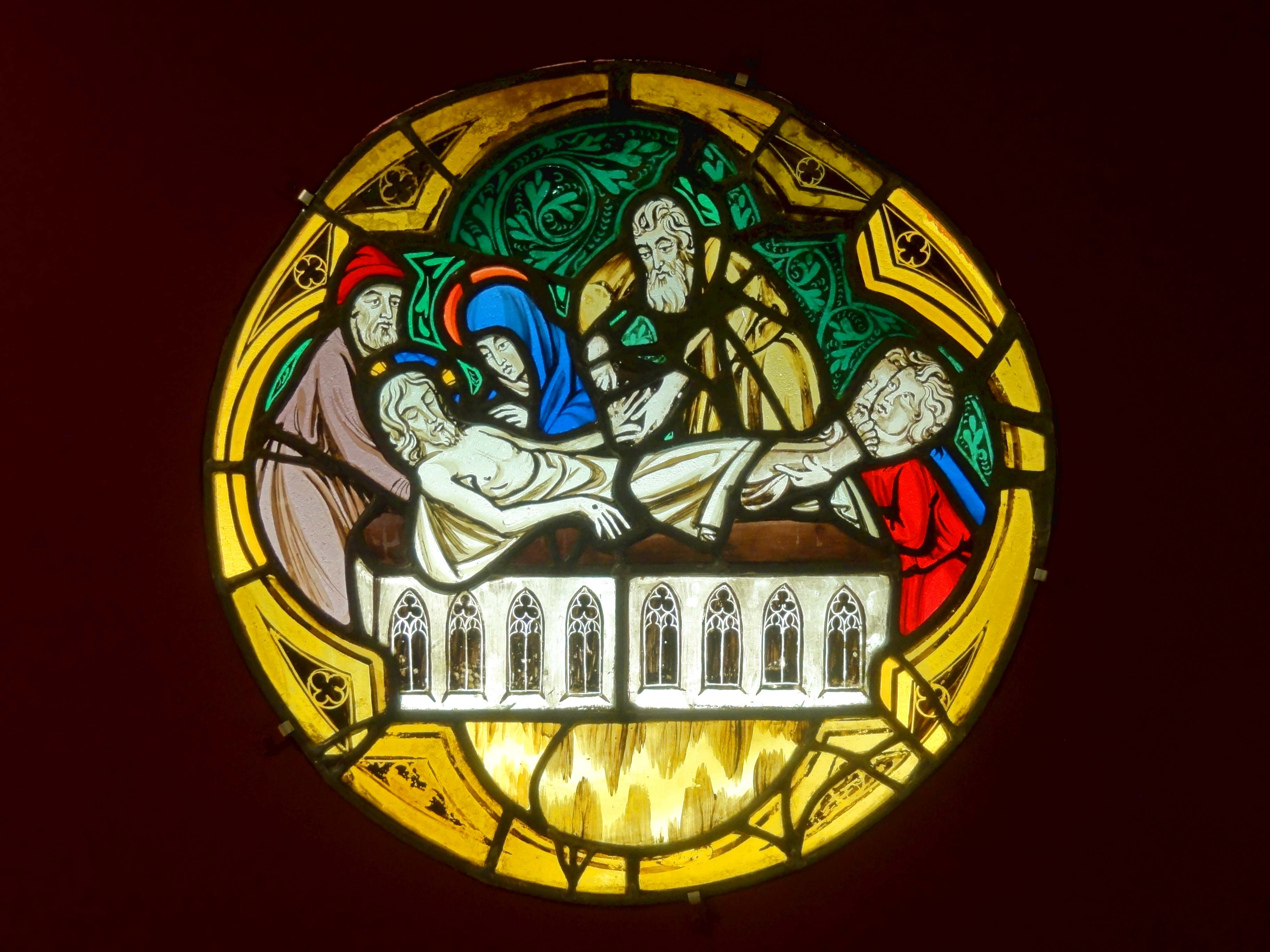
Panneau de la Mise au tombeau, conservé au Musée de l'Hôtel-Dieu
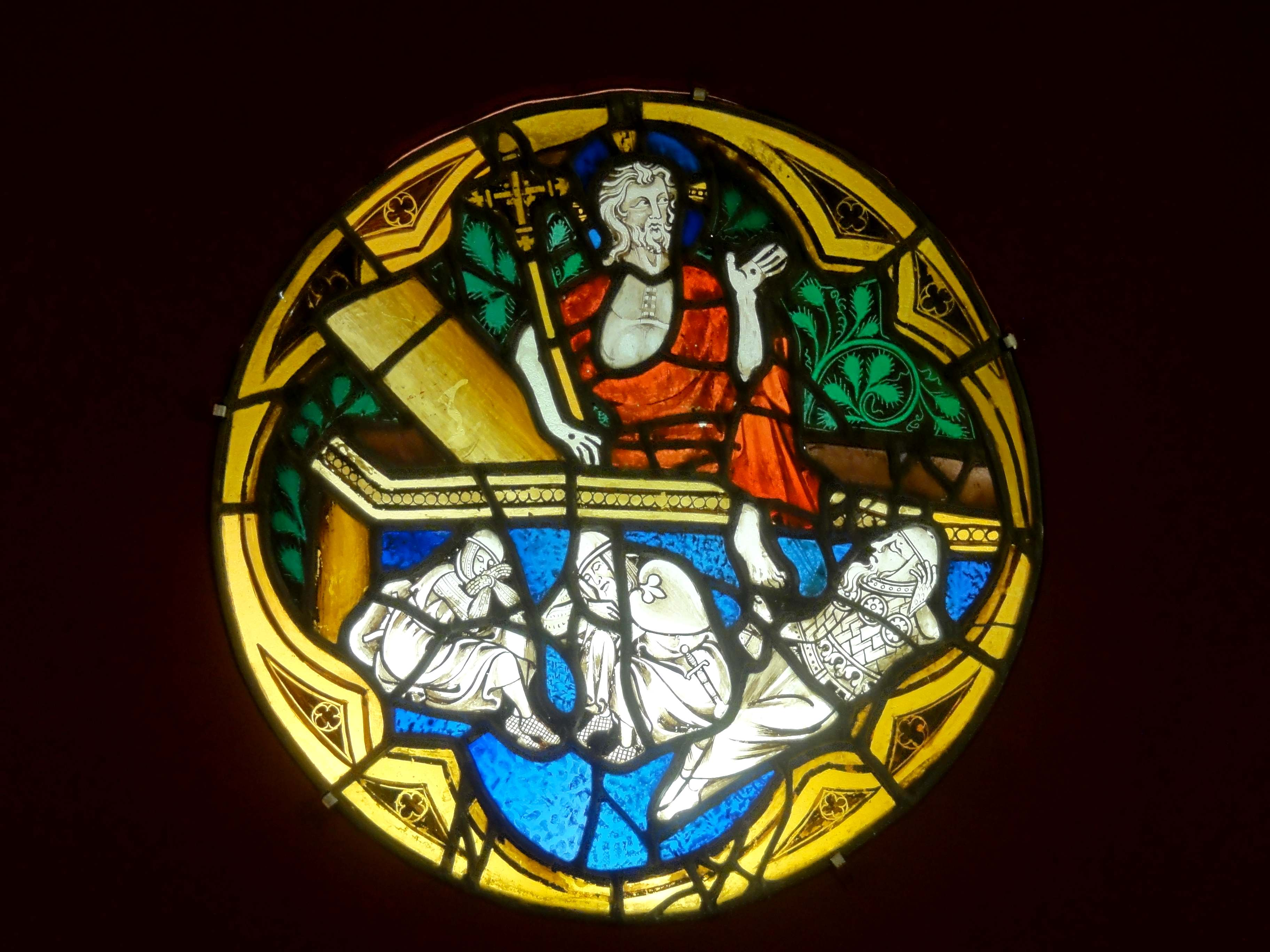
Panneau de la Résurrection, conservé au Musée de l'Hôtel-Dieu

## Galerie

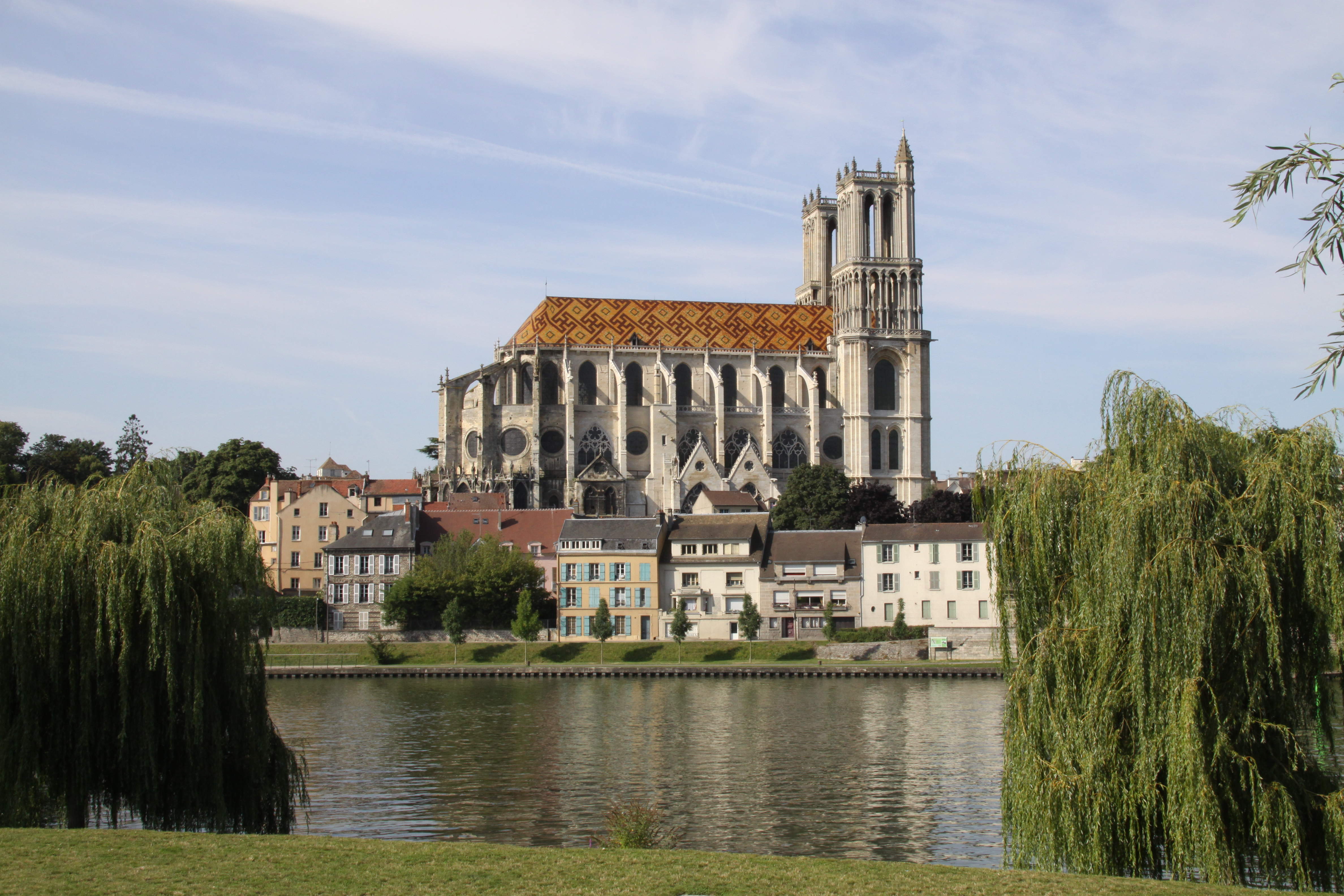
La façade nord rénovée en 2012
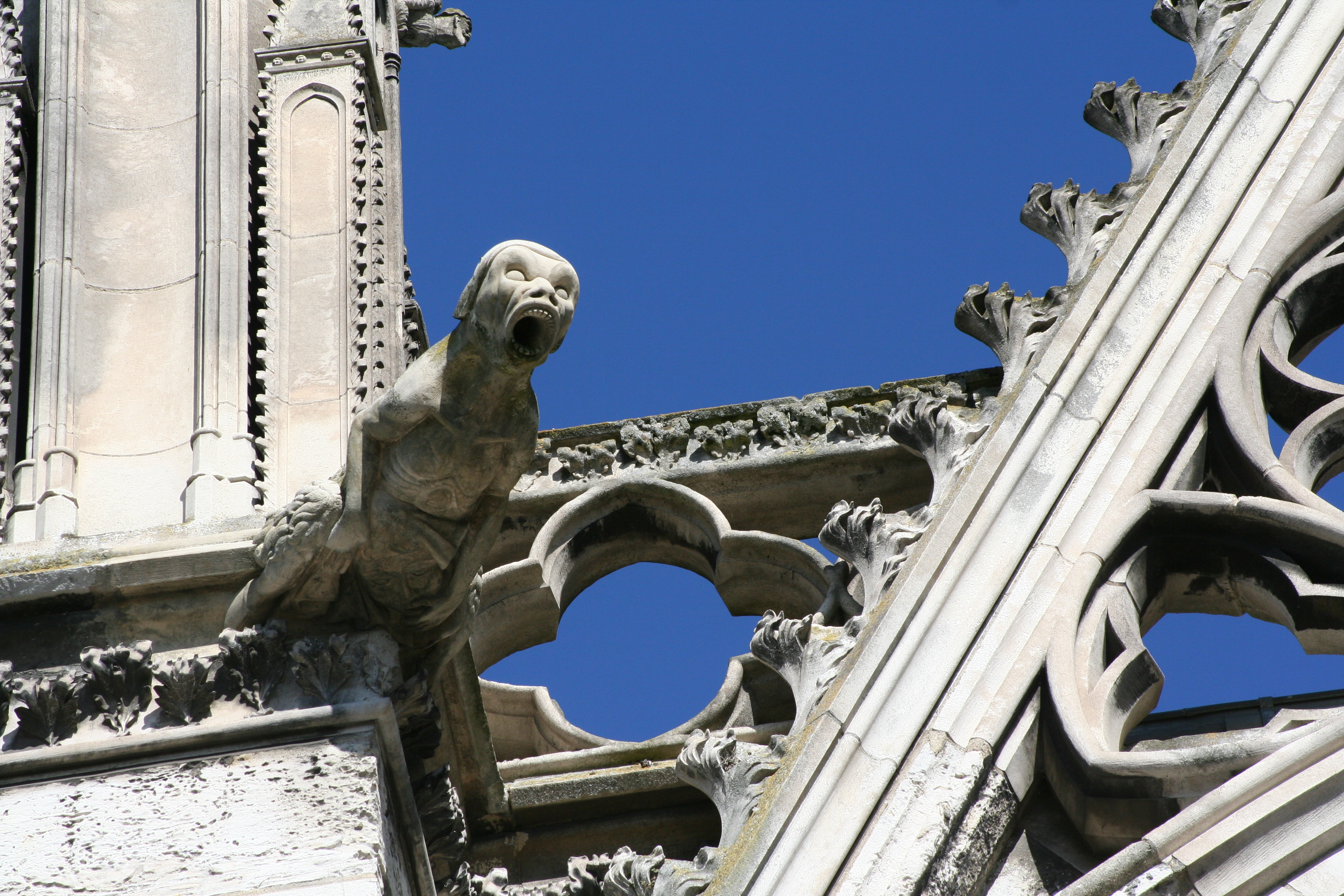
Une gargouille dans son décor gothique
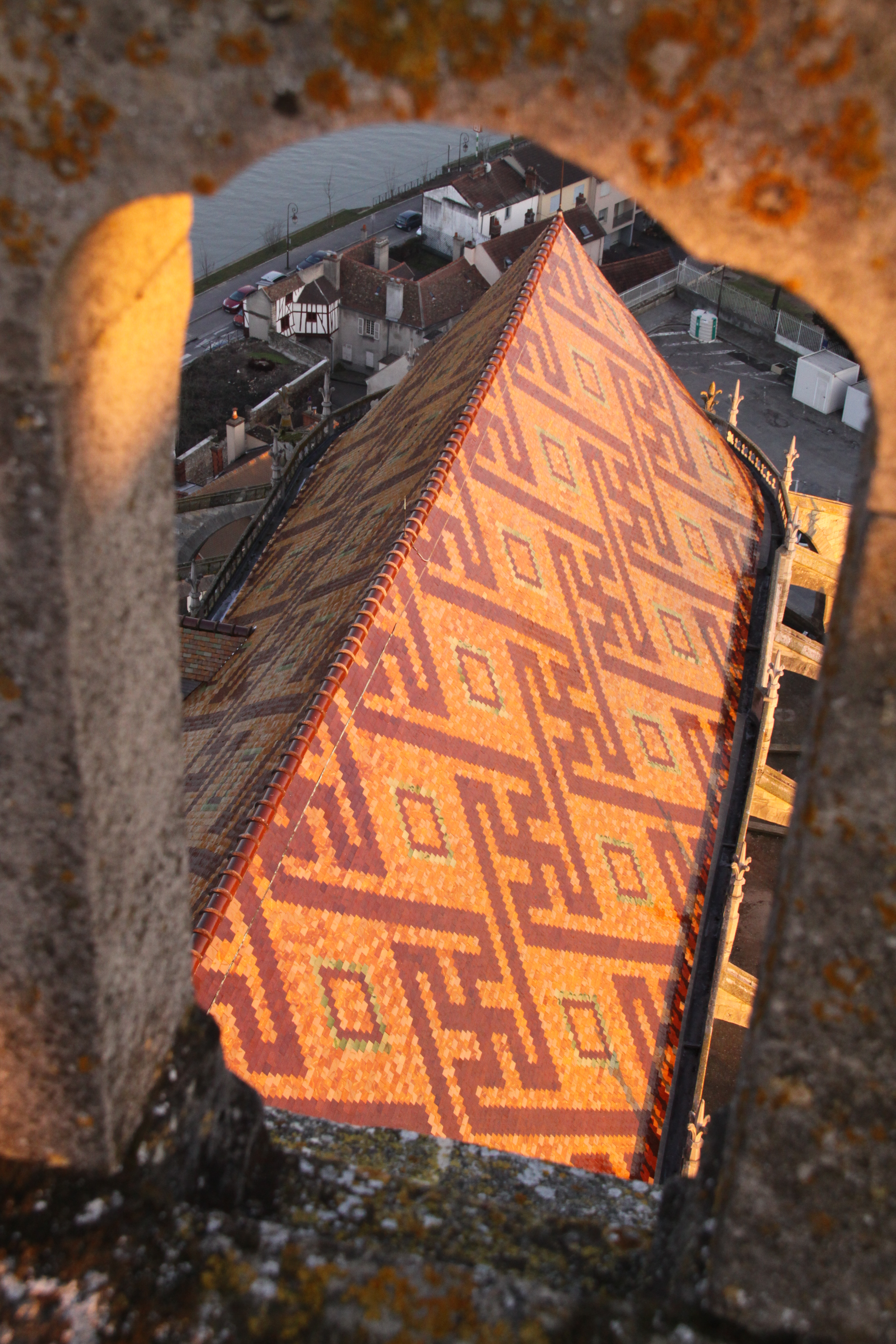
La toiture d'inspiration bourguignonne
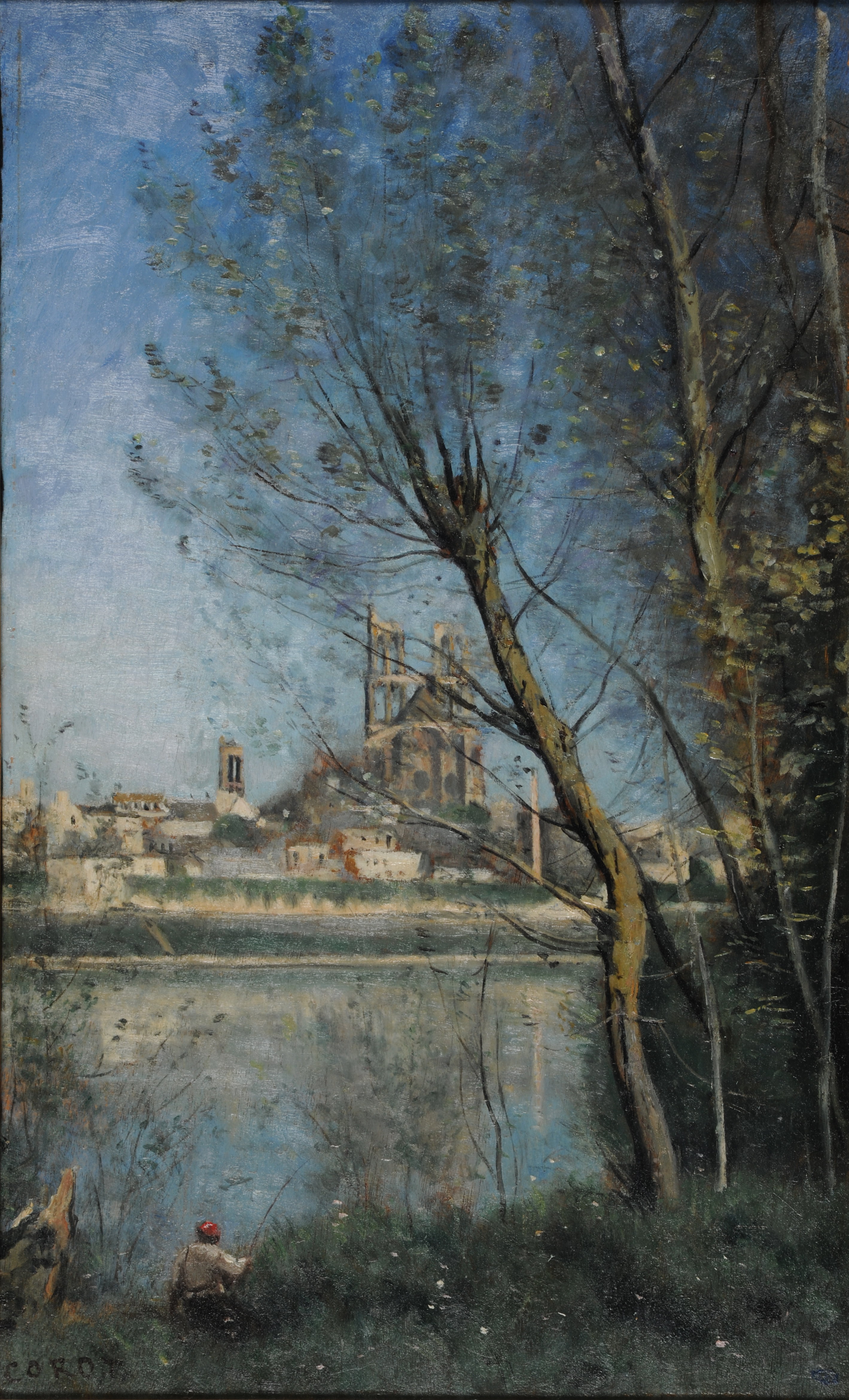
La collégiale, peinte par Corot, vue de l'île de Limay, après 1860, 52,1 x 32,6 cm, Reims, musée des beaux-arts.
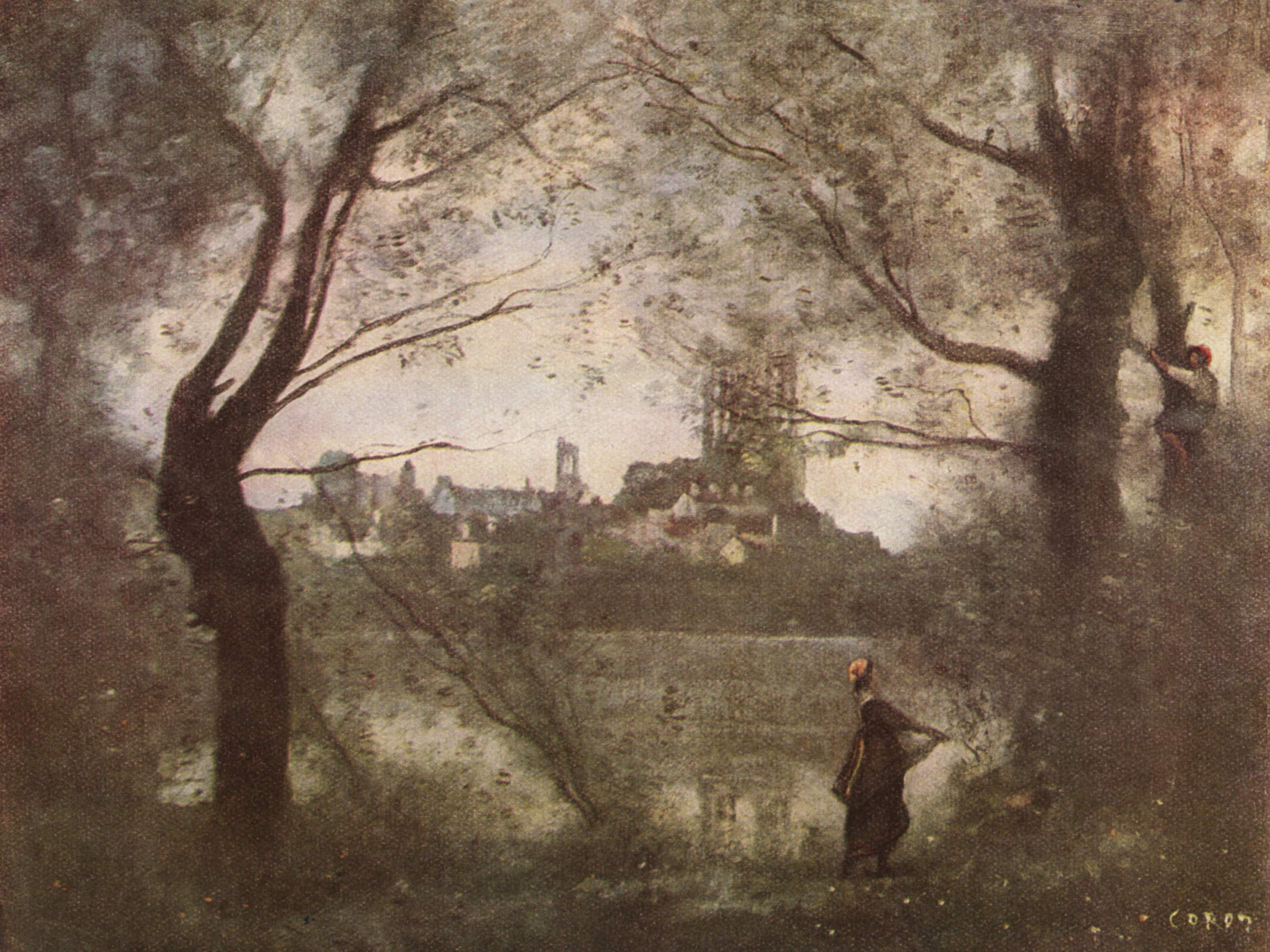
La Collégiale peinte par Corot (musée des Beaux-Arts de Reims)